# Aero Minor

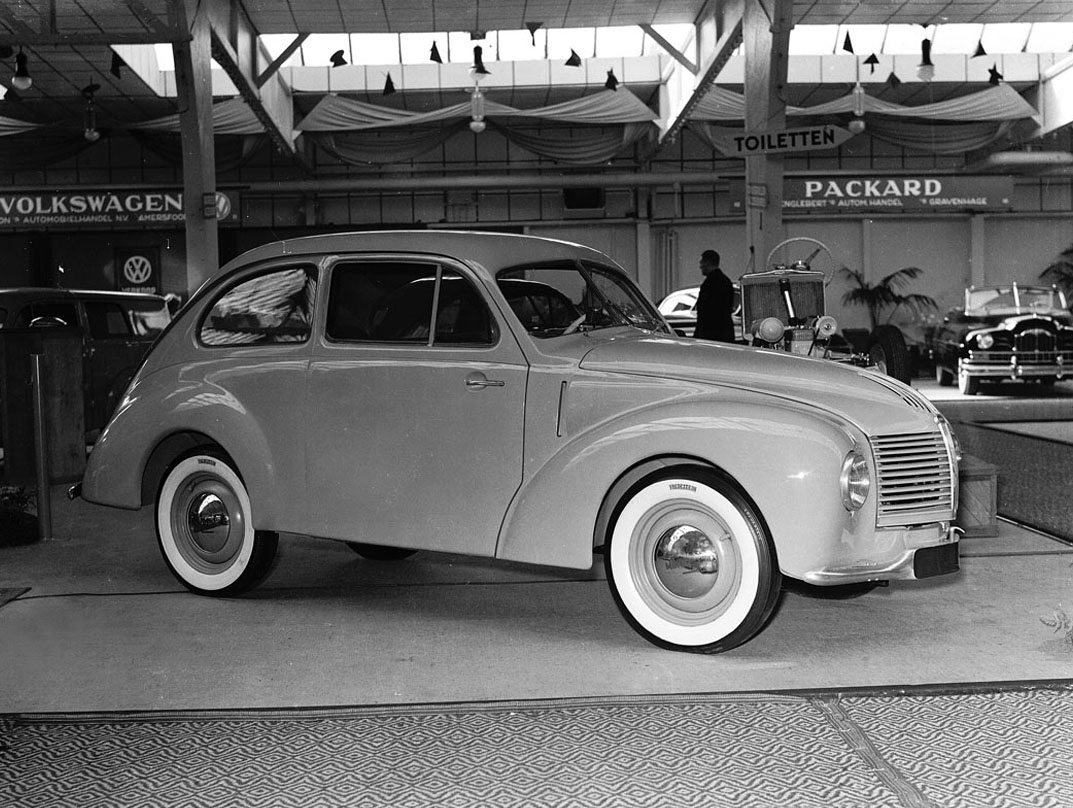
Aero Minor na autosalonu v Amsterodamu (1950)

Aero Minor (Minor II) byl čtyřmístný osobní automobil s dvoudveřovou karosérií, vyráběný v ČSR v Leteckých závodech, národní podnik v letech 1946–1951. Tento automobil byl vyvinut během II. světové války v pražské továrně Jawa jako Jawa Minor II a koncepčně navázal na vůz Jawa 600 (Minor I). Vůz Minor II byl představen odborné veřejnosti u hotelu Hubertus na Jílovišti 6. listopadu 1945, kde výklad podali JUDr. Jaroslav Frej (ředitel Jawy), ing. Rudolf Vykoukal (konstruktér motoru a podvozku) a Zdeněk Kejval (konstruktér karoserie). Vůz se začal vyrábět na podzim 1946 a světová premiéra se odehrála koncem listopadu 1946 na 33. ročníku pařížského autosalonu.

## Vznik a vývoj
Vznikl v období II. světové války v pražské Jawě zásluhou kolektivu vedeného ing. Rudolfem Vykoukalem, jako pokračování předválečného vozu Jawa 600 (Minor I) z roku 1937 a vozu Jawa 700 (1934), což byla licence německého automobilu DKW F2 Meisterklasse 701, který v roce 1934 vyjel z továrny Jawa v Kvasinách. Oba tyto vozy měly pohon dvoutaktním řadovým dvouválcem uloženým vpředu za přední nápravou s pohonem předních kol. Měly výkon 14,7 kW (20 koní) a objem válců 648 cm³ u Jawy 700 resp. 14 kW (19 k) a 615,75 cm³ u Jawy 600. Vývoj Jawy Minor II probíhal v letech 1941-5 v pražském servisu Jawy tzv. "chytrovně" a v kvasinské karosárně. Do roku 1945 vzniklo postupně 6 prototypů, které byly zkoušeny v běžném provozu. Aby nebudily pozornost, byly nastříkány pískovou žlutí Rommelovy armády a na kapotě nesly znak neexistující automobilky BWM, což Vykoukal s úsměvem označoval jako zkratku Böhmische Werk Minor.
Po rozhodnutí, že Jawa bude dále vyrábět pouze motocykly, byla výroba nového automobilu Jawa Minor II zadána Leteckým závodům, což byl uměle vytvořený národní podnik. Motor a podvozek byly vyráběny v bývalé továrně Walter. Výroba karoserie a kompletace vozu byly prováděny v továrně Letov. U finálního výrobku byl uváděn výrobce Letecké závody, národní podnik, závod Jinonice a prodej byl zabezpečován prostřednictvím Ústřední prodejny motorových vozidel UP 20, která sídlila v Praze na Smíchově v Kartouzské 200/4 (Ringhofferův palác). V roce 1948 vznikl prototyp vozítka Minicar, které používalo "poloviční" motor z Minora o zdvihovém objemu 308 cm³ při vrtání 70 mm a zdvihu 80 mm. Vůz byl úspěšně představen na Výstavě lidových vozítek na podzim 1948 v Praze, ale do sériové výroby se nedostal.

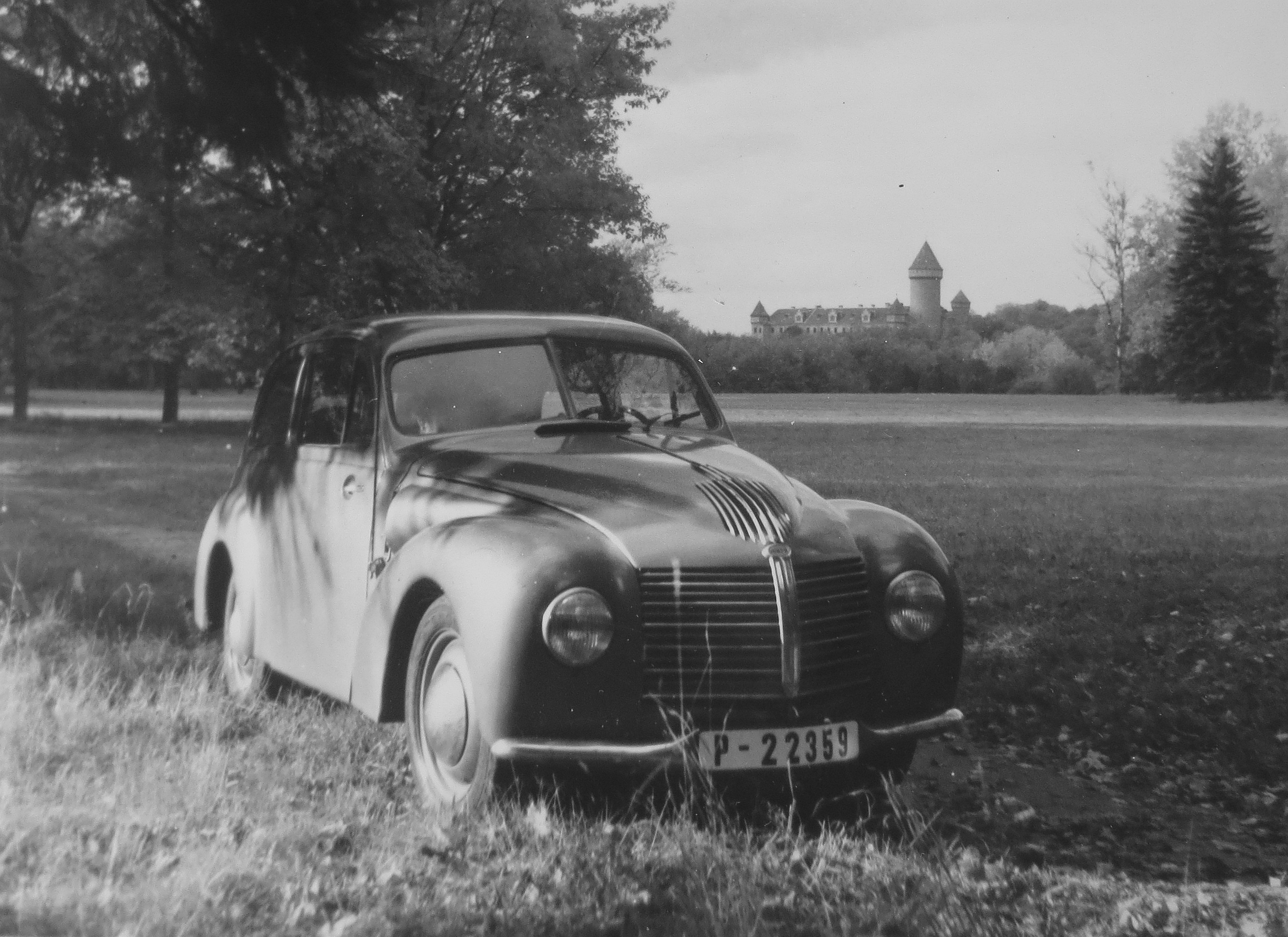
Aero Minor (1947) na Konopišti

Automobil  přejmenovaný v roce 1948 na Aero Minor vynikal ve své době prostornou karosérií, tichým chodem, nízkou spotřebou paliva a vysokou životností, což dotvrzují dochované exempláře do současnosti. Vyráběl se až do roku 1951 a plná polovina vyrobených automobilů byla exportována do 23 států, především do Holandska, Belgie, Francie, Švédska, Rakouska a Švýcarska. Celkem bylo vyrobeno 14 178 vozů. Anglická firma BSA z Birminghamu, z jejíchž součástek sestavoval Josef Walter v začátcích svého podnikání jízdní kola, jednala již v červenci 1946 Minory II o licenční výrobě. Ještě 5 let po ukončení výroby v roce 1956 chtěla jednat o licenci na Minory II jistá firma z Egypta.
V roce 1951 konstrukční skupiny Motorletu (dříve Walter) a Letova (tehdy Rudý Letov) navrhli modernizaci tohoto automobilu označeném pracovně jako Minor III. Prototyp měl celokovovou karoserii uloženou na páteřovém rámu původního Minora II. Byl upraven i motor. Převrtáním na 72 mm se jeho zdvihový objem zvýšil 651,5 cm3 a výkon stoupl na 16,8 kW (23 k) při 3500 ot/min. Plánované československé hospodářství upřednostnilo vozy Škoda (Škoda 1101/1102 a Škoda 1200/1201) a rada RVHP zase automobily podobné koncepce IFA F9 a Trabant. Tím byl osud modernizovaného Minora III zpečetěn.
V letech 1946-1948 byl i v jinonické továrně připravován nový automobil, který vycházel z konstrukce Minora II, podle státního zadání tzv. Československý projekt, důvěrně označovaný jako Nároďák. Připravovaly se dva odlišné prototypy, jeden s motorem vpředu a pohonem zadních kol (AZNP Mladá Boleslav) a druhý se čtyřválcovým celohliníkovým motorem s protilehlými válci, s pohonem předních kol a prodlouženou karosérii oproti Minoru II(Letecké závody n.p.). O výrobu prototypu druhého typu se podělily sdružené podniky v Leteckých závodech (motor - Praga, podvozek - Motorlet, karoserie - Rudý Letov). Zkušební prototyp tohoto vozu začal jezdit v létě 1948 a byl předán ke zkouškám do AZNP. V Mladé Boleslavi z toho měli jistě těžkou hlavu. Osud tohoto vozu skončil stejně jako prototyp Minora III. Do výroby se nakonec dostal v roce 1952 "mladoboleslavský" koncept pod označením Škoda 1200/1201.
Zastavení výroby Minorů II v roce 1951 bylo velkou škodou pro československý automobilový průmysl a vůbec pro celé národní hospodářství.

## Motor
Tříkanálový dvoudobý dvouválcový motor s vratným vyplachováním, umístěný před přední nápravou, poháněl přes čtyřrychlostní převodovku přední kola. Vůz dosahoval rychlosti až 90 km/h. Při vrtání 70 mm a zdvihu 80 mm činil zdvihový objem 615,75 cm³. Při stupni komprese 6,6:1 a otáčkách 4000 za minutu dosahoval výkonu 14,71 kW (20 k). Původně byl montován horizontální karburátor Solex 30-UAHD nebo Solex 30-AHR, později Jikov 30 POH. Čistota benzínu byla podporována dvěma síty, která byla umístěna v palivovém kohoutu u nádržky a v karburátoru. Nasávaný vzduch do karburátoru procházel přes čistič, který byl tvořen sedmi perforovanými vložkami vlhčenými olejem.
Dynamo-bateriové zapalování pracovalo se dvěma indukčními cívkami PAL-Magneton napětím 6V. Akumulátor měl kapacitu 40–60 Ah dle použitého typu. Předstih zážehu byl řízen automaticky odstředivým regulátorem. Chlazení motoru bylo vodní, termosifonové. Lamelový chladič o objemu 10 l chladicí kapaliny byl umístěn za motorem. Nádrž paliva pojala 25 litrů směsi benzínu, který byl místem s olejem v poměru 1:25. Převodovka z hliníkové slitiny byla od motoru oddělena kotoučovou, suchou jednolamelovou spojkou o průměru 180 mm. Rychlostí stupně byly čtyři vpřed (3 a rychloběžka) a jeden vzad. Rozvodovka byla v bloku s převodovkou. Řadicí páka byla umístěna pod volantem.
Palivová nádrž na 25 litrů byla umístěna vpředu pod přístrojovou deskou. Spotřeba se pohybovala mezi 7 a 8 litry na 100 km.

## Podvozek
Podvozek tvořil páteřový ocelový rám z obdélníkových profilů, vepředu rozvidlený pro uložení pohonné jednotky.  Motor byl uložen podélně před přední nápravou. Celé hnací ústrojí drželo na třech robustních pryžových podložkách v rozvidlení rámu. Hnanou přední nápravu tvořila dvě trojúhelníková, výkyvná ramena (paralelogram). Odpružena byla horním příčným listovým pérem a doplněna byla šikmo uloženými teleskopickými rameny. Kuželový diferenciál byl vybaven dvěma satelity, ozubení kol stálé redukce bylo spirálové. Zadní náprava byla tvořena dvěma podélně výkyvnými rameny s příčně uloženými půleliptickými péry a olejovými, pákovými tlumiči. Hřebenové řízení tvořil pastorek s hřebenem, spojovací tyč byla dělená. Průměr zatáčení byl min. 8,5 m. Hydraulická nožní brzda byla bubnová s čelistmi s působením na všechna 4, nezávisle zavěšená kola. Ruční, mechanická brzda působila na kola zadní nápravy. Páka ovládání ruční brzdy byla umístěna pod volantem. Disková, prolamovaná kola měla ráfky rozměru 3,0 D x 16 a pneumatiky 4,75 x 16 (osobní) resp. 5,00 x 16 (dodávkový STW). Rozchod vpředu 1050 mm, vzadu 1120 mm, světlá výška 175 mm. Hmotnost podvozku ca 375 kg.

## Karoserie
Karosérie navržená Zdeňkem Kejvalem byla smíšené konstrukce dřevo-plech. Dřevěná kostra byla potažena plechovými výlisky. Vůz byl na svou dobu poměrně lehký, pohotovostní hmotnost činila pouhých 690 kg. Celková hmotnost s přípustným zatížením činila 1070 kg. Vůz měl světlomety zapuštěné do předních blatníků, dělené přední okno a splývavou záď s malým zadním okénkem. Na svou dobu měl velmi moderní a úhlednou, prostornou čtyřmístnou dvoudveřovou karoserii. V zadní části měl, pod sklápěcím víkem, dostatečný prostor pro zavazadla (objem 250 l).
Byl vyráběn převážně ve čtyřmístném provedení sedan. Oblíbené bylo třídvéřové provedení STW Kombi. Tyto dodávkové automobily se dodávaly jak s „obnaženou“ dřevěnou kostrou zadní části karoserie, tak později i v celoplechovém provedení. Několik vozů bylo vyrobeno i v provedení roadster a pick-up. Kromě toho Sodomka karosoval jeden dvoudvéřový kabriolet.

## Sportovní úspěchy
Vůz byl úspěšný nejen prodejně, ale i v dálkových jízdách, automobilových soutěžích a na závodní dráze. Za největší úspěch lze pokládat druhé místo v závodě 24 hodin Le Mans v roce 1949.

### Dálkové jízdy

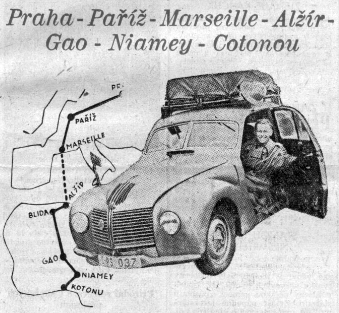
Aero Minor, dálková jízda (Rudé Právo, 4. ledna 1948)

S vozem Aero Minor bylo podniknuto i mnoho dálkových a předváděcích jízd. V roce 1947 (28. října) se známý cestovatel František Alexander Elstner s manželkou a synem vydal z Prahy do Afriky napříč Saharou do Cotonou až ke Guinejskému zálivu a zpět. Celkem za 2 měsíce ujeli 16 300 km. Zpáteční trasu z Cotonou (Dahomé, dnešní Benin) do Prahy absolvovali mezi 11. a 31. prosincem 1947. V únoru 1948 se jiný Minor II podíval i za severní polární kruh jako první vůz, který dosáhl těchto míst v zimním období. Cestu vykonali "polární cestovatelé" Přemysl Tůma a Vlastmil Kubů. Plně obsazený automobil v provedení Minor Kombi vyjel v témže roce 1948 na vrchol Sněžky, další vůz sjel v prosinci 1947 předváděcí jízdou Nuselské schody.

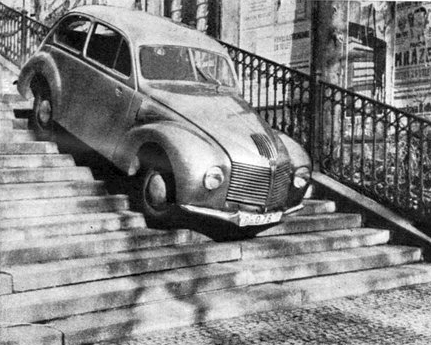
Aero Minor na Nuselských schodech (Svět motorů, č. 25, str. 1, 1948)

### Soutěže
Úspěšné byly starty na cestovních Aero Minorech v soutěžích. Jedním z prvních startů byla soutěž 300 mil zemí Českou, která byla odjeta 8. června 1947. Team Minor II získal týmovou pozlacenou plaketu a v absolutním pořadí zvítězil Formánek na Minoru II. V říjnu 1947 zvítězil Ivan Hodáč na Minoru II v Jihočeské podzimní motocyklové a automobilové soutěži ve třídě do 750 cm³. V Zimní automobilové soutěži AKRČs. konané 21.–22. února 1948 zvítězila na Minoru II posádka Míla Šípek – Jan Břečka a získala zlatou plaketu. Ivan Hodáč startoval se Zdeňkem Treybalem ve švýcarské rallye ze Sv. Mořice do Ženevy. Ve známé soutěži Rajd Polski 1948 vyhrál Ivan Hodáč na sériovém, cestovním Minoru v absolutním pořadí a ve třídě, za což si přivezl stříbrný pohár polského prezidenta, a také v soutěži týmu skončilo družstvo Minorů II na 1. místě. Vítězství ve třídě zopakoval Minor II i na XII. Alpské rallye, celkově Hodáč s Versinim skončili 17.

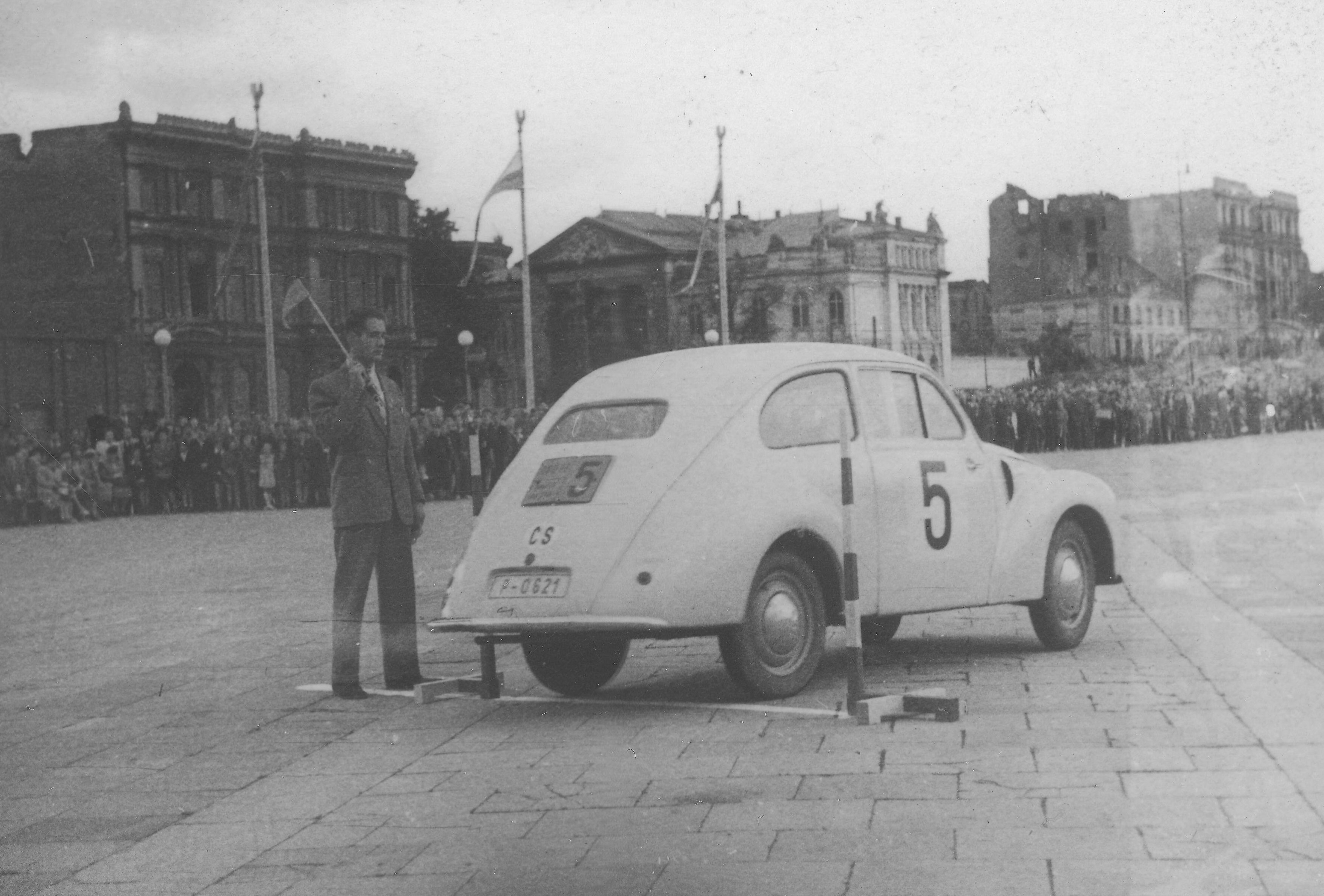
Aero Minor (Rajd Polski 1948)

Na začátku roku 1949 byli jezdci na cestovních Minorech II úspěšní v prvním poválečném ročníku Rallye Monte Carlo, z nichž posádka Ivan Hodač/Čeněk Machač obsadila 6. místo ve třídě. Ostatní posádky na Minorech II obsadily v této rallye 2. (Lancman – Štípek), 5. (Krattner – Sutnar) a 9. místo ve třídě. Dalšího úspěchu docílila posádka Hodáč – Versini, když dovedla ve 12. Alpské rallye (XII Rallye des Alpes Françaises 1949) Minora II do cíle na 1. místě ve třídě a 17. v celkové klasifikaci. V lednu 1950 startovaly posádky Krattner-Mikula a Lancman s Pochem na 20. ročníku Rallye Monte Carlo. V únoru 1950 na cestovním Minoru II se vítězem Zimní soutěže v Rakousku ve třídě vozů do 1100 cm³ stal ing. Hubert Rauch. Soutěž měřila 356 km, start a cíl měla ve Vídni. Na podzim (8. října 1950) startoval cestovní Aero Minor ve dvanáctihodinovém závodě Masarykově okruhu a posádka Leopold Lancman – Regner obsadila v klasifikaci podle výkonnostní koeficientu D 2. místo za Treybalem na cestovním Bristolu. Posledním závodem Ivana Hodáče a cestovního Minora II zřejmě byla Velká noční automobilová soutěž 1957 v Praze.

### Závody na okruzích a závody do vrchu
Pro závodní účely byl motor převrtán na 77 mm, čímž zdvihový objem vzrostl na 744 cm³ a výkon stoupl při stupni komprese 7,5 na 23 kW/30 k při 5000 ot/min. Motor byl vybaven karburátorem Amal (Spider) resp. dvěma karburátory Amal (Sport). Páteřový rám z cestovního Minora II byl odlehčen a zkrácen. Přední kola byla zavěšena na příčných lichoběžníkových polonápravách. Použitím 15palcových disků z Fiata Topolino přivařených na příruby z Minora II se rozchod kol zvýšil o 5 mm na 1125 mm. Lehce snímatelná karoserie z hliníkového plechu byla sešroubována v horizontální rovině. Vůz jezdil na pneumatikách Barum Ideal o rozměru 4,50×15" a měl hmotnost jen 440 kg ve verzi Spider a 415 kg ve verzi Sport. Jeho maximální rychlost až 130 km/h odpovídala 4000 ot/min, což znamená, že se motor při maximální rychlosti neroztočil na maximální otáčky. Nádrž paliva na 50 l byla přemístěna dozadu, odkud pohonnou směs dopravovala k motoru dvě elektrická čerpadla. Původní Aero Minor Spider byl spíše sportovní vůz se zakrytými zadními koly s pontonovou karoserií. Aero Minor Sport měl dvoumístnou doutníkovou karoserii s odkrytými koly, která byla kryta jen malými blatníky.
- Aero Minor Spider (1947–1948)

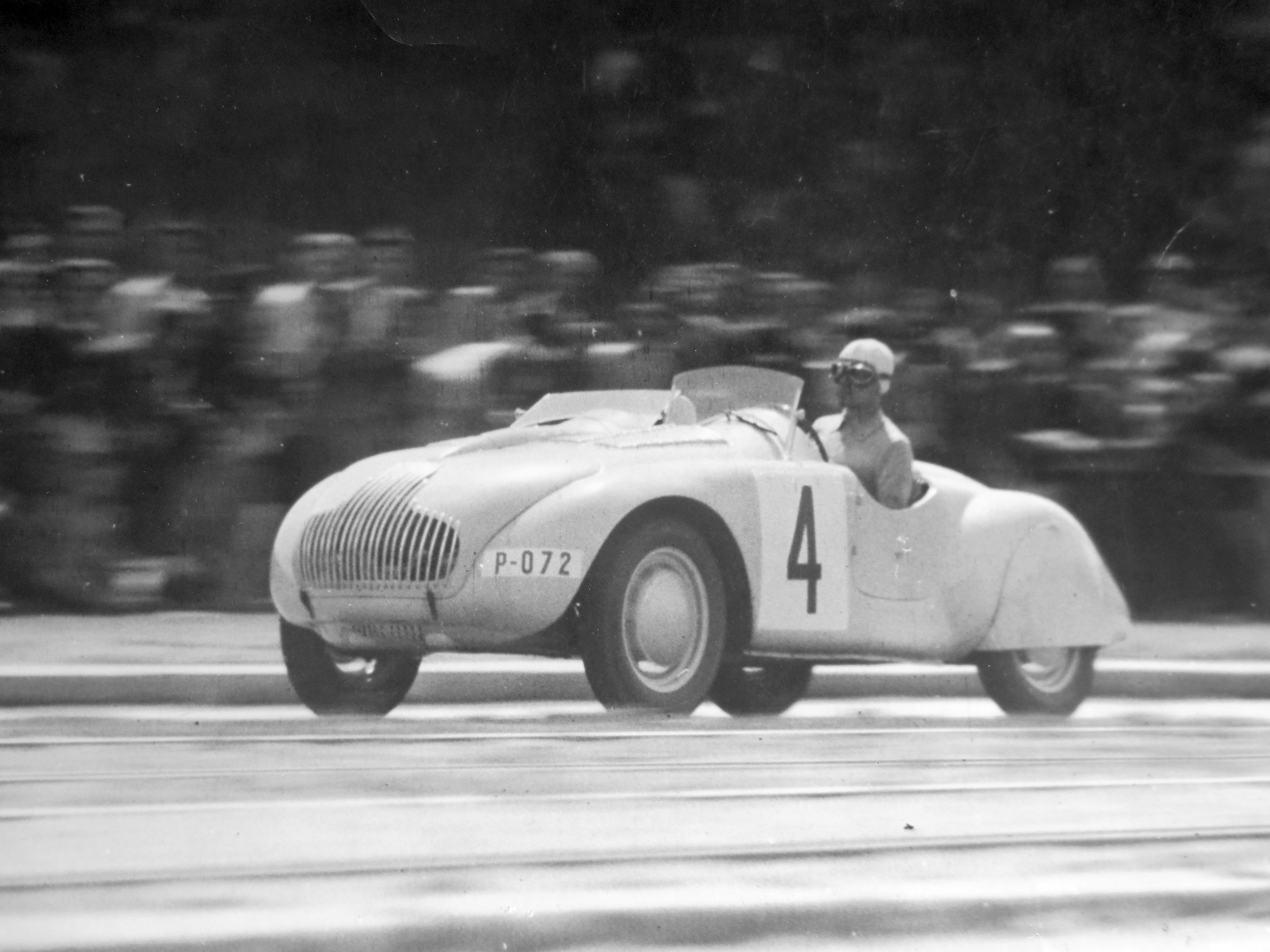
Aero Minor Spider (1947) na Pražském trojúhelníku, za volantem Ivan Hodáč

Velmi úspěšným závodníkem na Minoru byl Ivan Hodáč, tehdy zaměstnanec jinonické továrny. Od léta 1947 závodil na prototypovém voze Aero Minor Spider, který byl vyroben v jinonickém Motorletu. Další vítězství na tomto voze (vždy ve třídě do 750 cm³) zaznamenal v neděli 29. června 1947 na automobilových závodech v Liberci, potom 13. července 1947 na krušnohorském závodu do vrchu Teplice–Šanov resp. Dubí – Cínovec, dále 3. srpna 1947 na silničním okruhu u Kunratic, na Pražském trojúhelníku (st. č. 4). Poslední závod v životě absolvoval na tomto Pražském trojúhelníku s Aero Minor Spider (st. č. 5) nejslavnější závodník továrny Walter Jindřich Knapp. Dále Hodáč dojel druhý na Vršovickém okruhu. Druhý poválečný ročník závodu automobilů v Hradci Králové se jel 9. května 1948 na okruhu dlouhém 2 300 metrů a Ivan Hodáč na Spideru opět zvítězil. V neděli 8. června 1948 zvítězil v třídě do 750 cm³ Ivan Hodáč na Aero-Minoru na III. ročníku automobilového závodu v Liberci, kterému přihlíželo přes 40 000 diváků. Ve dvanáctihodinovém závodě konaném 12. září 1948 v Paříži (Autodrome de Linas–Montlhéry) obsadila posádka Ivan Hodač/Čeněk Machač v celkovém pořadí 31. místo a 2. místo ve třídě. Jen potíže se spouštěním zahřátého motoru odsunuly Hodáče na druhé místo ve třídě, ustavili však nový rekord třídy na jedno kolo.
- Aero Minor Sport (1949–1951)

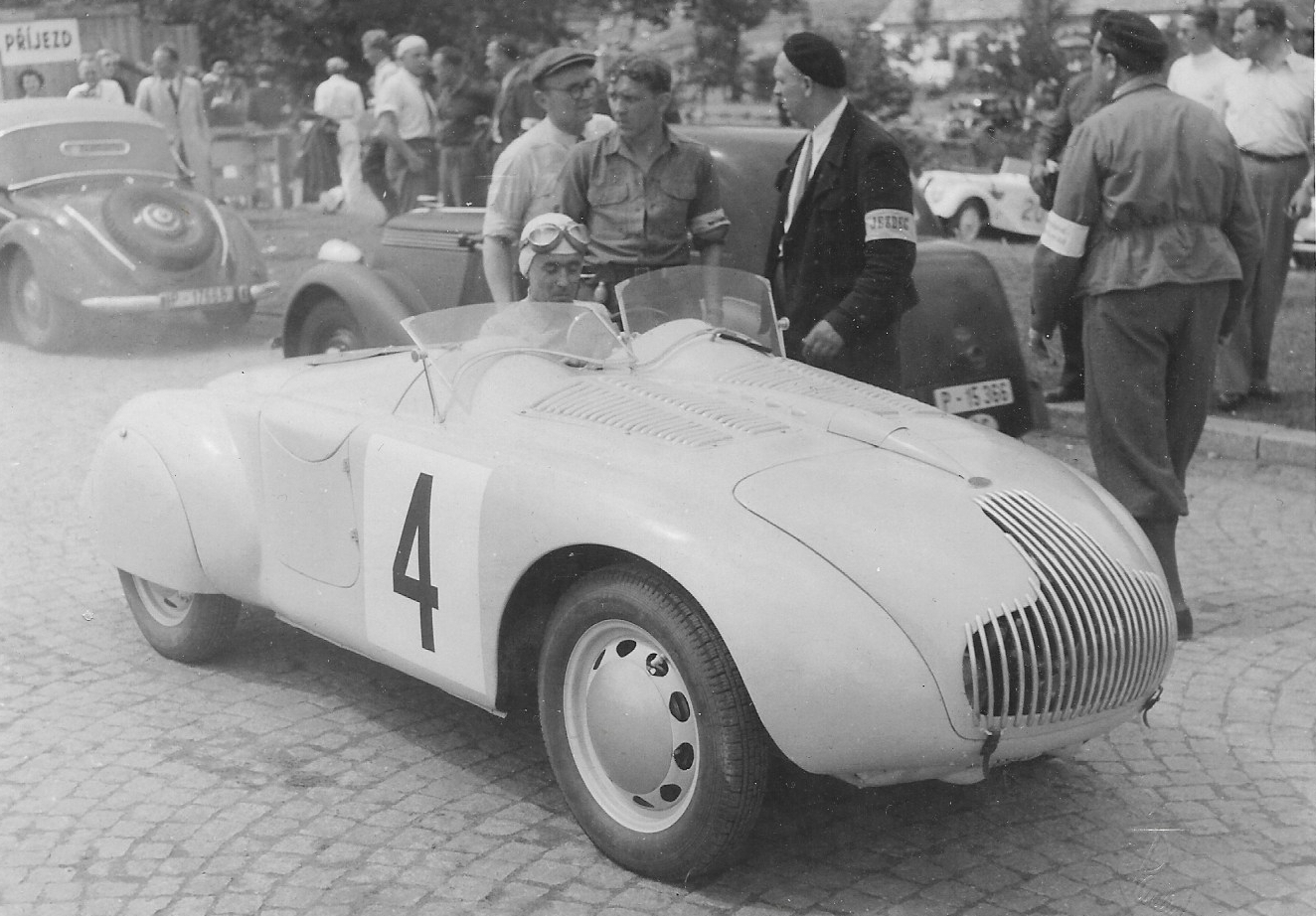
Aero Minor Spider, Ivan Hodáč za volantem a Jindřich Knapp s páskou jezdec. Knapp startoval s druhým vozem Spider st. č. 5 (1947)

Další Minor, sportovní a závodní Aero Minor Sport s motorem z jinonického Aero Minor Spider vyjel roku 1949 z Letova. Na tomto závodním automobilu se vystřídala úspěšně celá plejáda československých automobilových závodníků. Patřili k nim mj.: František Sutnar, Otto Krattner, Leopold Lancman, Josef Štyler, Josef Schleichert, František Kameš a pochopitelně Ivan Hodáč. V 50. letech vznikla řada individuálních staveb tohoto typu vozu vhodného pro závodění na okruzích. 
Posádky Krattner – Sutnar a Ivan Hodáč s Jacquesem Pochem, zástupcem Minorů ve Francii, startovaly s Minorem Sport 25.–26. června 1949 na slavném závodě 24 hodin Le Mans. Auto mělo několik atypických prvků, st. č. 58 bylo v bíle barvě s modrým pruhem a červeným spodkem, druhý vůz st. č. 59 byl s národní francouzskou modrou barvu, dvě nalévací hrdla pro benzín, kryt sání karburátoru, individuálně upravenou masku a chladicí otvory v přední části karosérie. Závod skončil obrovským úspěchem Minorů. Otto Krattner s Františkem Sutnarem ujeli 2392 km v průměrné rychlosti 99,667 km/h a obsadili první místo ve třídě 501–750 cm³ a 15. v celkové klasifikaci. V hodnocení podle tzv. koeficientu výkonnosti skončili Otto Krattner s Františkem Sutnarem na 2. místě za dvanáctiválcovým vozem Ferrari 166 MM. Tím dosáhli v tomto závodě největšího úspěchu v historii československých sportovních automobilů. Druhý Minor Hodáče a Pocha dojel 3. ve třídě a v celkovém pořadí na 19. místě. Tovární vůz, se kterým jeli Krattner se Sutnarem, byl později odkoupen Milošem Machotkou, který s ním závodil až do roku 1955. Později prožil druhou kariéru s jezdcem Jaroslavem Práškem v závodech historických automobilů. Ten jej také vystavil na výstavě Rétromobile 1989 v Paříži, kde vzbudil zaslouženou pozornost. Vůz nyní vlastní spolek Le Mans Redux a byl vystaven v roce 2022 na výstavě Glasurit Classic Expo na pražském výstavišti PVA EXPO v Letňanech.
O týden později (po Le Mans) počátkem července 1949 na 24hodinových závodech ve Spa-Francorchamps zvítězila jedna belgická posádka. Od rok později (24.–25. června 1950) triumf v Le Mans zopakovala holandská posádka Maurice Gatsonides/Henk Hoogeveen (st. č. 51) vítězstvím ve třídě 500–750 cm³ a 21. místem v celkovém pořadí. Dosáhli rychlostního průměru 103,778 km/h. Druhý vůz řízený Jacqusem Pochem a Edmondem Mouchem (st. č. 49) odpadl po odjetých 139 kolech.
Závod na okruhu v Hradci Králové (26. června 1949, III. ročník) byl vypsán ve všech kategoriích jako závod národní a otevřený, zvítězil v něm Leopold Lancman na novém Aero Minor Sport. Na Ceně města Brna v roce 1949 (vždy ve třídě do 750 cm³) zvítězil František Sutnar před Otto Krattnerem, oba na Aero Minor Sport. Tento závod byl "předehrou" před poslední Velkou cenou Československa na Masarykově okruhu v kategorii závodních automobilů (formule dle FIA z roku 1947) odpovídající dnešní formuli 1.
Plzeňský Sutnar si klidnou jízdou zajistil stylem start-cíl vítězství v prvním závodě sezóny 1950 na III. Poděbradském okruhu 23. dubna. Koncem dubna v neděli 30. v pražském závodě Dvěma směry na Žižkově v kategorii automobilů do 750 cm³ opět přesvědčivě zvítězil Sutnar před Krattnerem (oba na Minoru Sport). Na 4. ročníku závodu na okruhu V Hradci Králové (14. května) zvítězil František Sutnar. V závodě "12 hodin Paříže", který se uskutečnil v červenci na okruhu Monthléry u Paříže posádka Poch-Mouche obsadila s Minorem 2. místo, když vůz ujel 1124 km v průměrné rychlosti 93,7 km/h. 24. září si automobily Aero Minor Sport v Brně dvojité vítězství v kategorii sportovních automobilů do 750 cm³ zopakovaly. Zvítězil František Sutnar a druhý skončil František Kameš. Mezi Hodáčovo umístění doma na stupních vítězů patřilo 3. místo v prvním ročníku pražského závodu o Štít Strahova v roce 1950. V 12h vytrvalostním závodě na závěr sezóny, který se konal v neděli 8. října 1950 na brněnském okruhu, v klasifikaci podle ujeté vzdálenosti v třídě do 750 cm3 zvítězil na Minoru Sport Sutnar před Machačem a Hodáčem.

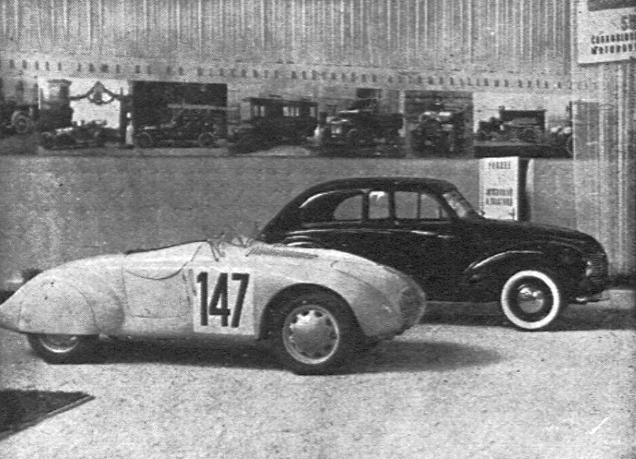
Aero Minor Spider a Aero Minor na Autosalonu v Praze (1947)

Na okruhovém závodu v Litomyšli 25. května 1952 jezdci na závodních Minorech obsadili kompletně stupně vítězů, v pořadí Josef Schleichert, Jan Remeš a František Kameš. Na brněnském okruhu (Závod družby národů) v roce 1952 zvítězil Josef Štyler na upraveném Minoru (Margab Minor SS) a Josef Schleichert byt třetí. Celostátní rychlostní závod motocyklů a automobilů Cena Prachovských skal se jel 6. září 1953 pod hlavičkou Svazarmu – AMK Jičín (II. ročník). Trať měla 19 levotočivých a 27 pravotočivých zatáček, výškový rozdíl byl 115 m. Těmto závodům přihlíželo přes 30 000 diváků. Jezdci na Minorech obsadili kompletně stupně vítězů v pořadí Oldřich Šusta, Ivan Hodáč a Arnošt Vávra.
Na okruhu v Hradci Králové 23. května 1954 zvítězil Josef Štyler. Kompletní obsazení stupně vítězů si v jičínské Ceně Prachovských skal zopakovali jezdci na Minorech 8. května 1954 (III. ročník, přebor republiky). Tentokráte to byli František Kameš, Leopold Lancman a František Brill. Naposledy na stupně vítězů v brněnském závodě (Cena města Brna) vystoupili 29. srpna 1954 jezdci František Kameš (1.) a František Brill (2.), oba na Aero Minor Sport. Na trutnovském okruhu 18. září 1955 obsadili 2. místo Josef Štyler na Margabu S.S. a 3. místo Miroslav Stružka na Minoru Sport. Na okruhu mezi Litomyšlí, Pohodlí a Osíkem se konal 27.5.1956 závod celostátního přeboru, kterému přihlíželo na 22 000 diváků. Zvítězil Josef Štyler na svém Margabu Minor SS. Poslední vítězství Ivana Hodáče viděli diváci ve Žďáru nad Sázavou v roce 1956.
V letech 1950–1958 jezdci na Aero Minor Sport se účastnili závodů na okruhu Ecce Homo ve Šternberku. V ročníku 1950 (1.10., 15. ročník) startoval Ivan Hodáč ve dvou třídách, byl 8. ve třídě do 750 cm³ a 3. ve třídě do 1500 cm³. V tomto ročníku ve třídě do 750 cm³ před ním skončili 2. František Sutnar, 3. M. Křemen, 4. Leopold Lancman a 5. Miloš Machotka. V roce 1951 (1.7.) zvítězil ve třídě "Minorů" Zdeněk Treybal, když v posledním kole předjel Štylera (2. byl Josef Štyler a 3. Alois Gbelec). V tréninku na tento závod smrtelně havaroval Bruno Sojka. V roce 1952 (20.7.) obsadil ve Šternberku Josef Štyler 2. místo a 3. byl Alois Gbelec. V roce 1953 (28. 6.) ve Šternberku obsadil 2. místo ve třídě Oldřich Šusta a 3. místo František Kameš. V roce 1954 (11.7.) zvítězil František Kameš a 2. skončil Josef Štyler. Oldřich Šusta si 2. místo v tomto závodě zopakoval 6.9.1957 (20. ročník, okruhový závod). V roce 1958 (22.6.) v závodě na šternberském okruhu zvítězil Alois Gbelec a 3. místo obsadil František Kameš. Jedním z posledních závodů, kde zvítězil jezdec na voze Minor Sport, byl 2. závod mistrovství ČSSR, který se konal ve Znojmě 9. července 1961. Na okruhu dlouhém 4750 m v závodě do 850 cm³ na 12 kol zvítězil stylem start-cíl Oldřich Šusta. Závod byl uspořádán v rámci oslav Dne Pohraniční stráže, jejíž členové společně se svazarmovci závod organizovali. Mistrem republiky v třídě do 850 cm³ se v roce 1961 stal právě plzeňský Oldřich Šusta, byť v posledním závodě seriálu O strahovský štít v Praze obsadil Šusta 2. místo za Barcalem na Avii.
Různě upravené závodní Minory jezdily (a úspěšně) až do začátku 60. let 20. století. Naposledy startovaly sportovní Minory na jaře 1964 v Plzni.

## Galerie

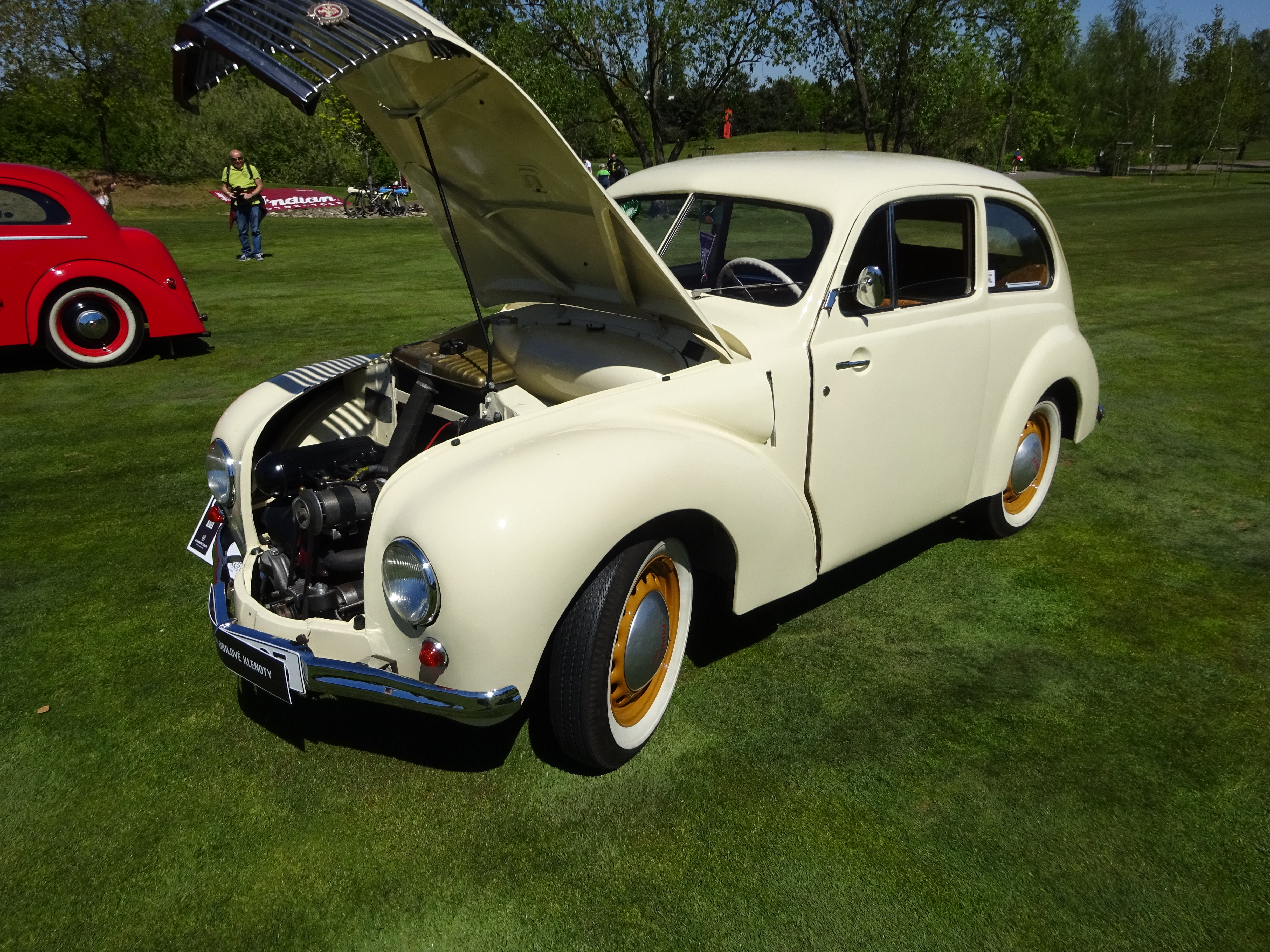
Aero Minor (1946), Automobilové klenoty 2024
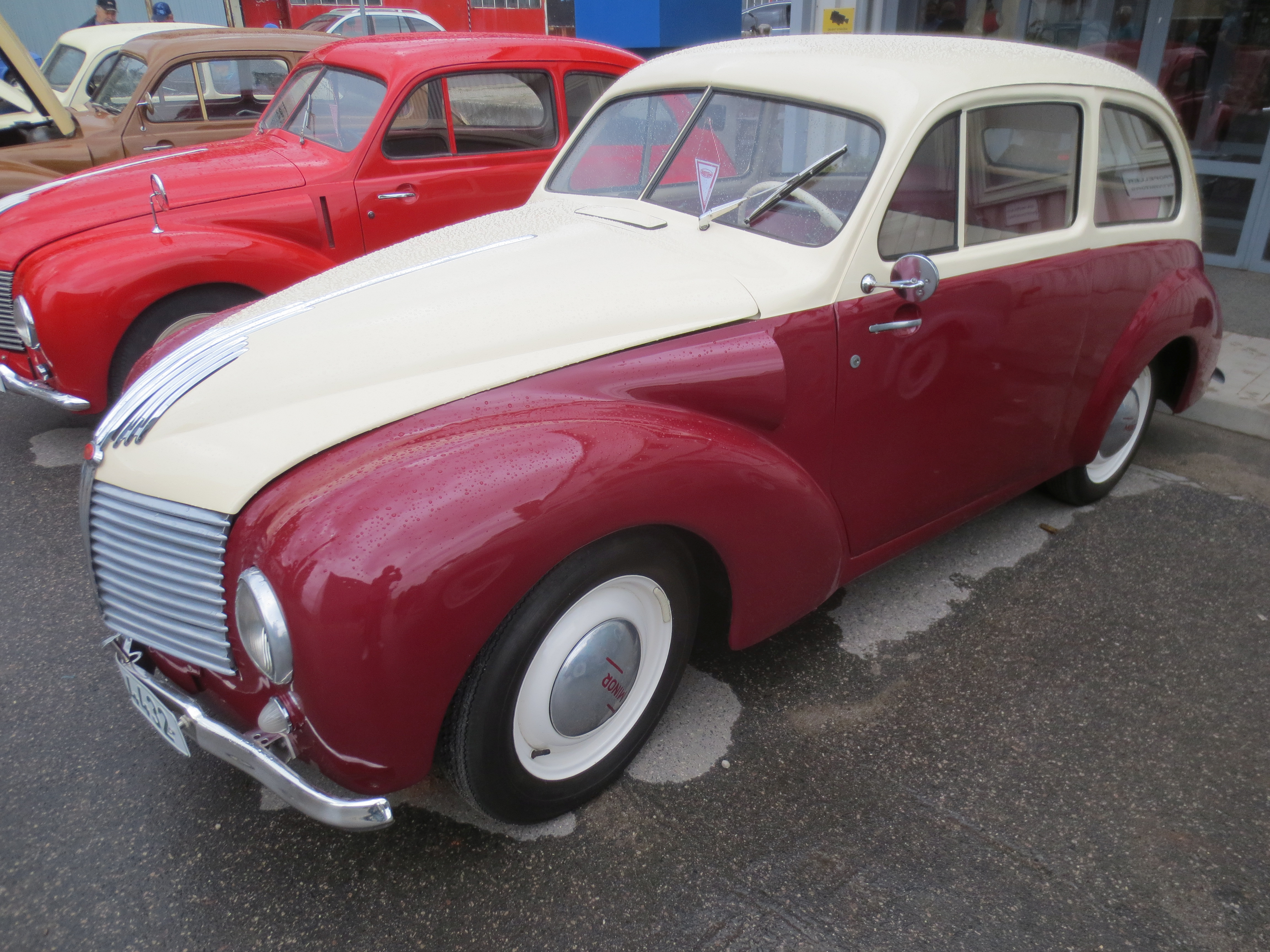
Aero Minor (Letov 2019)
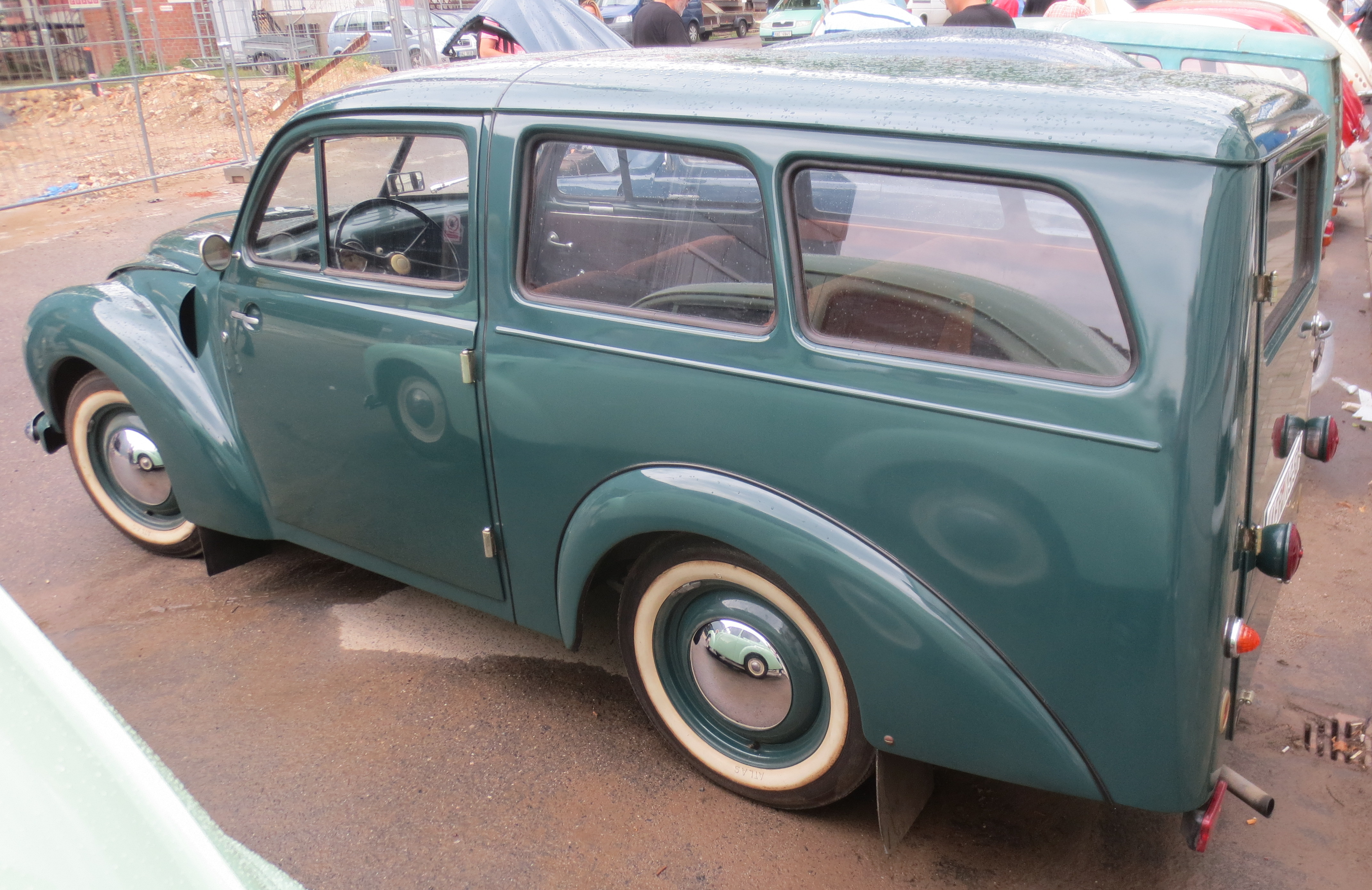
Aero Minor Kombi (Letov 2019)
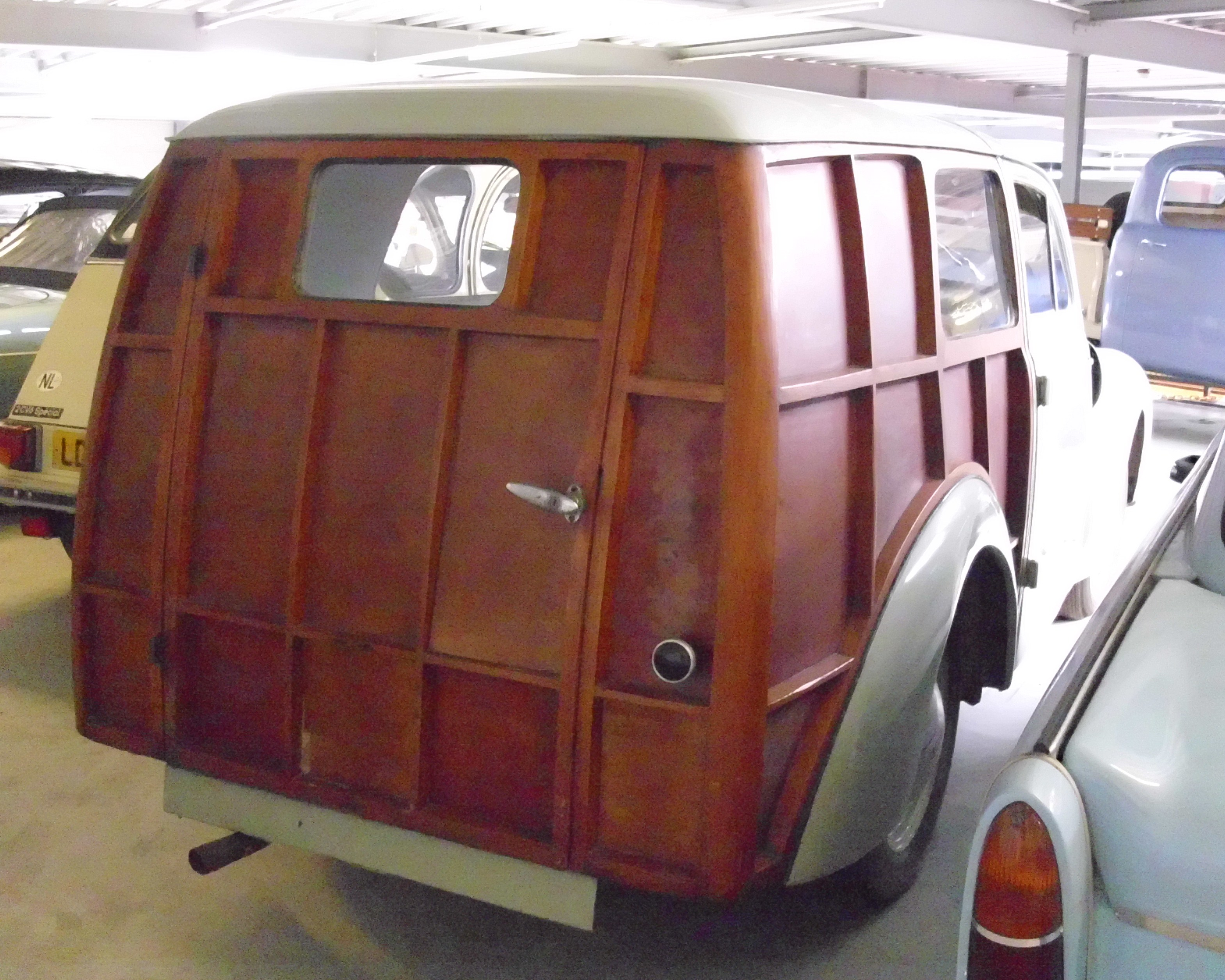
Aero Minor Kombi (1950)
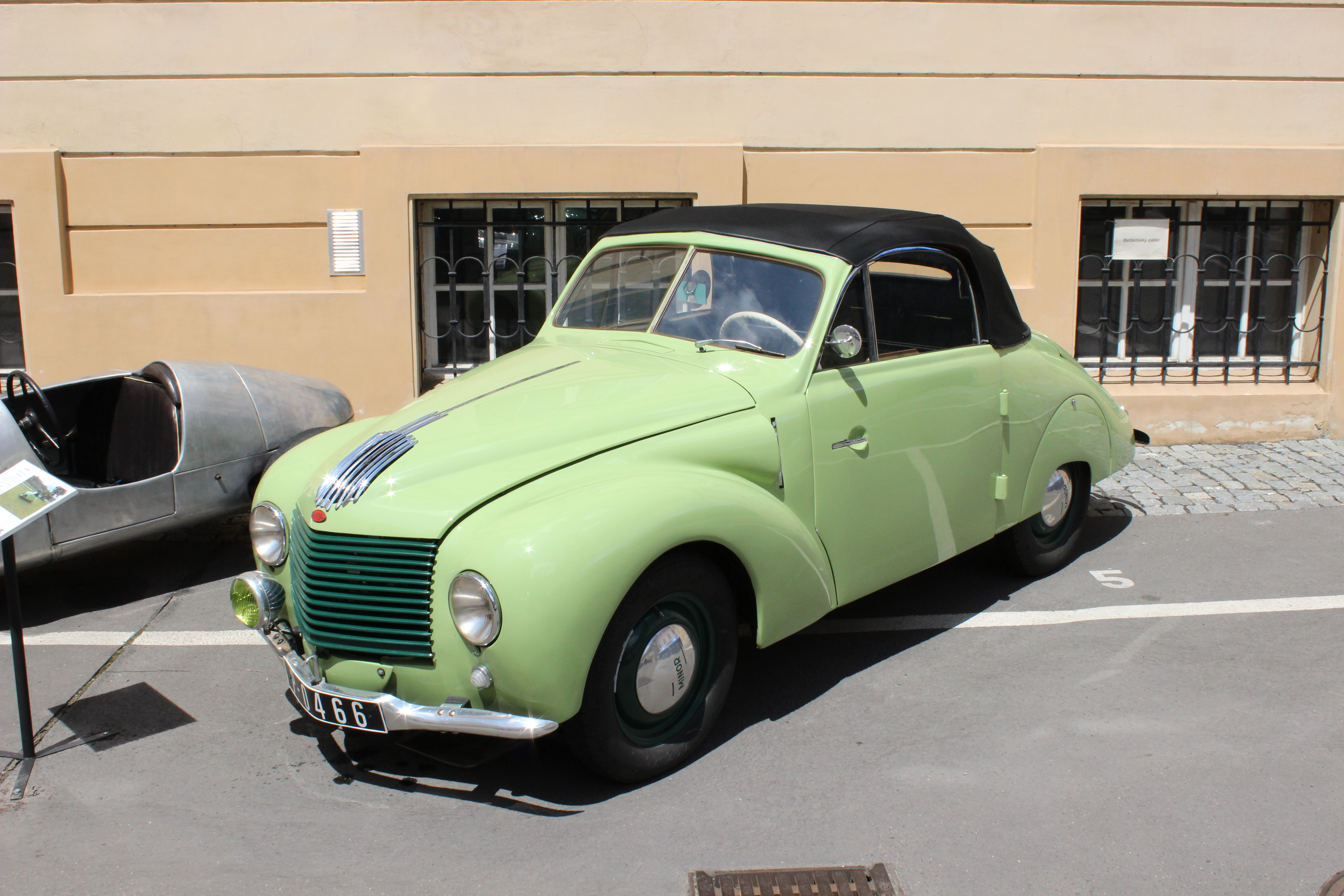
Aero Minor Kabriolet na výstavě Český kabriolet a kupé v průběhu století (2016)
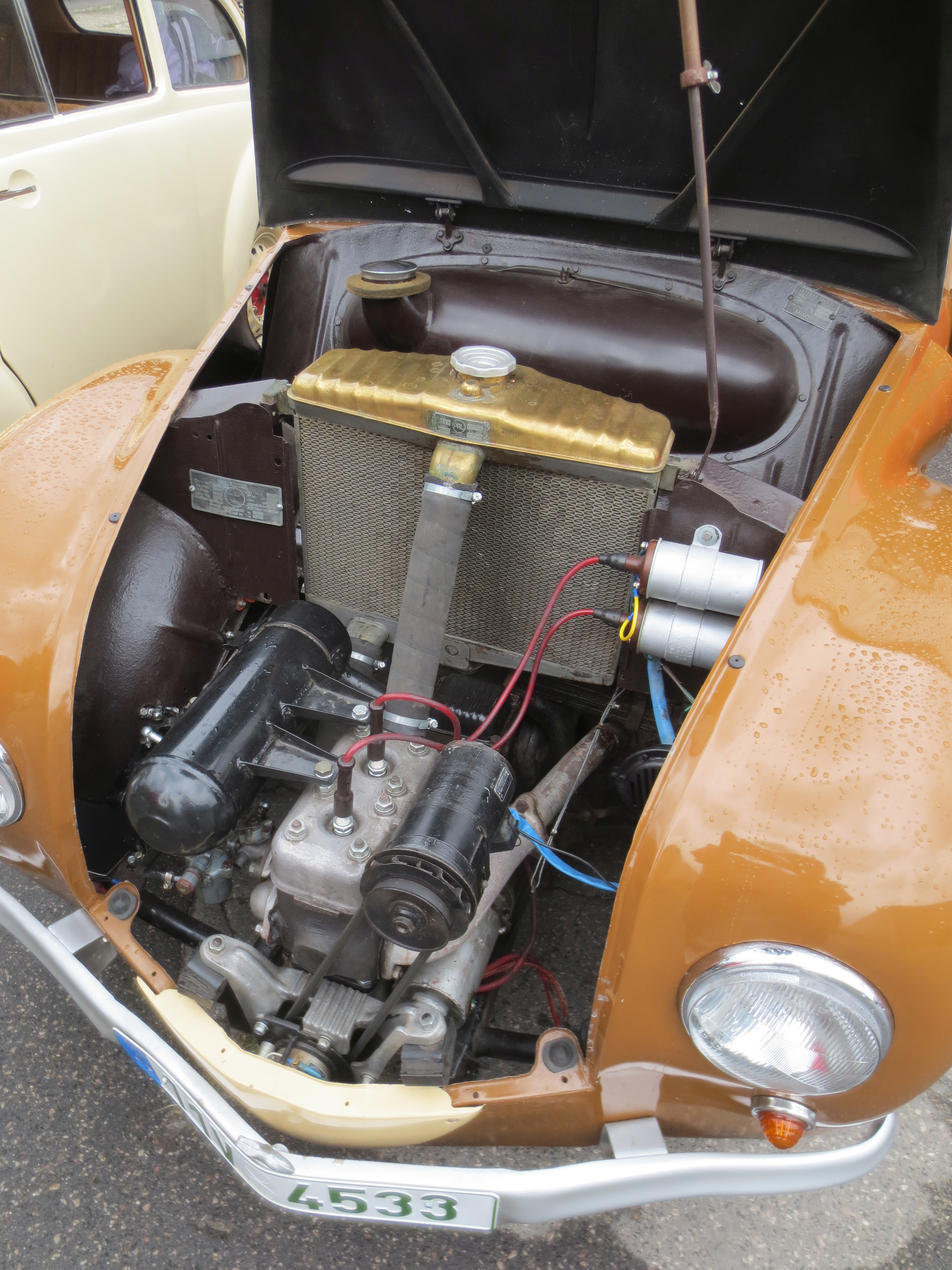
Aero Minor, uložení motoru (Letov 2019)
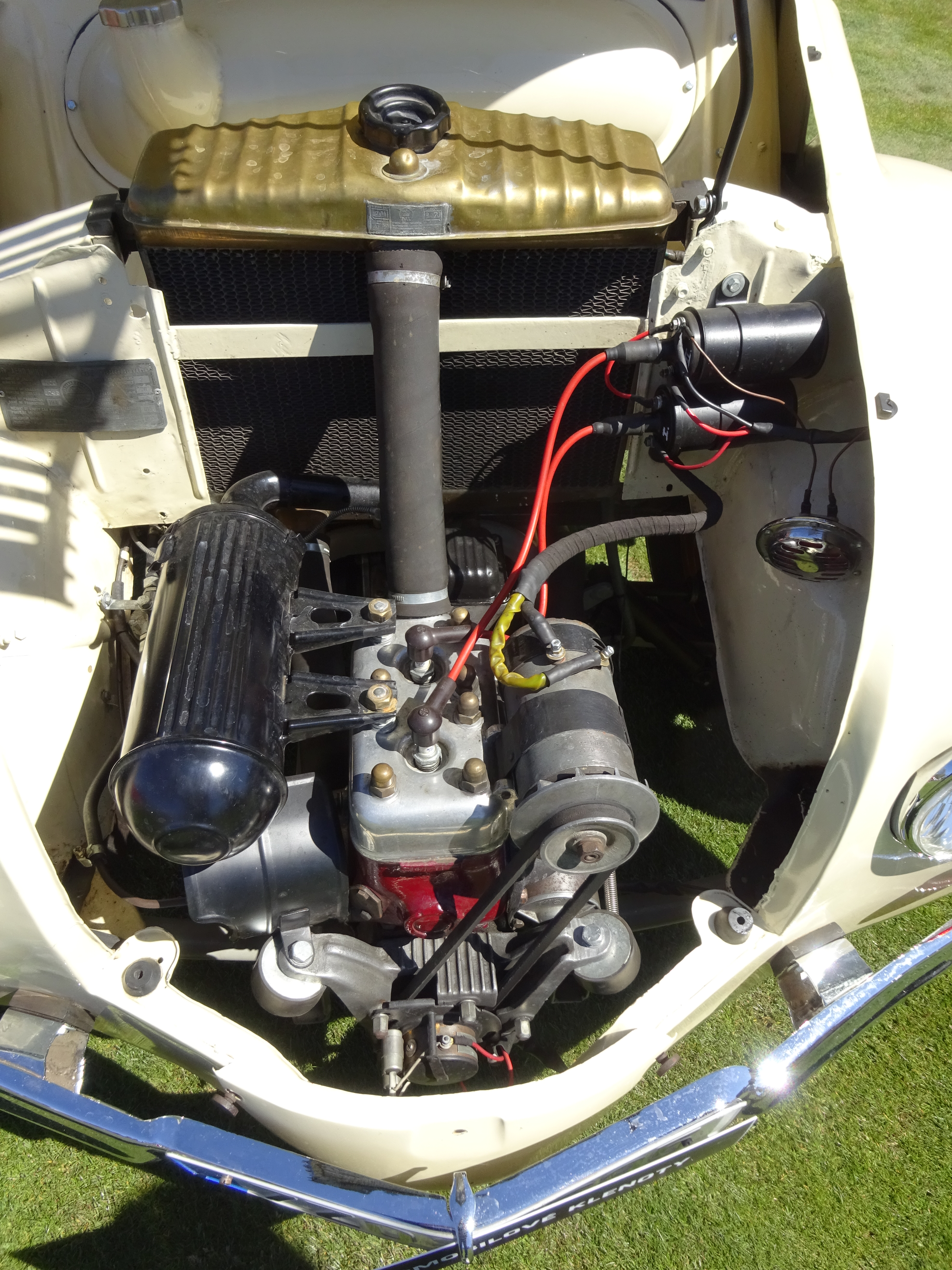
Aero Minor (1946), motor 20HP, Automobilové klenoty 2024
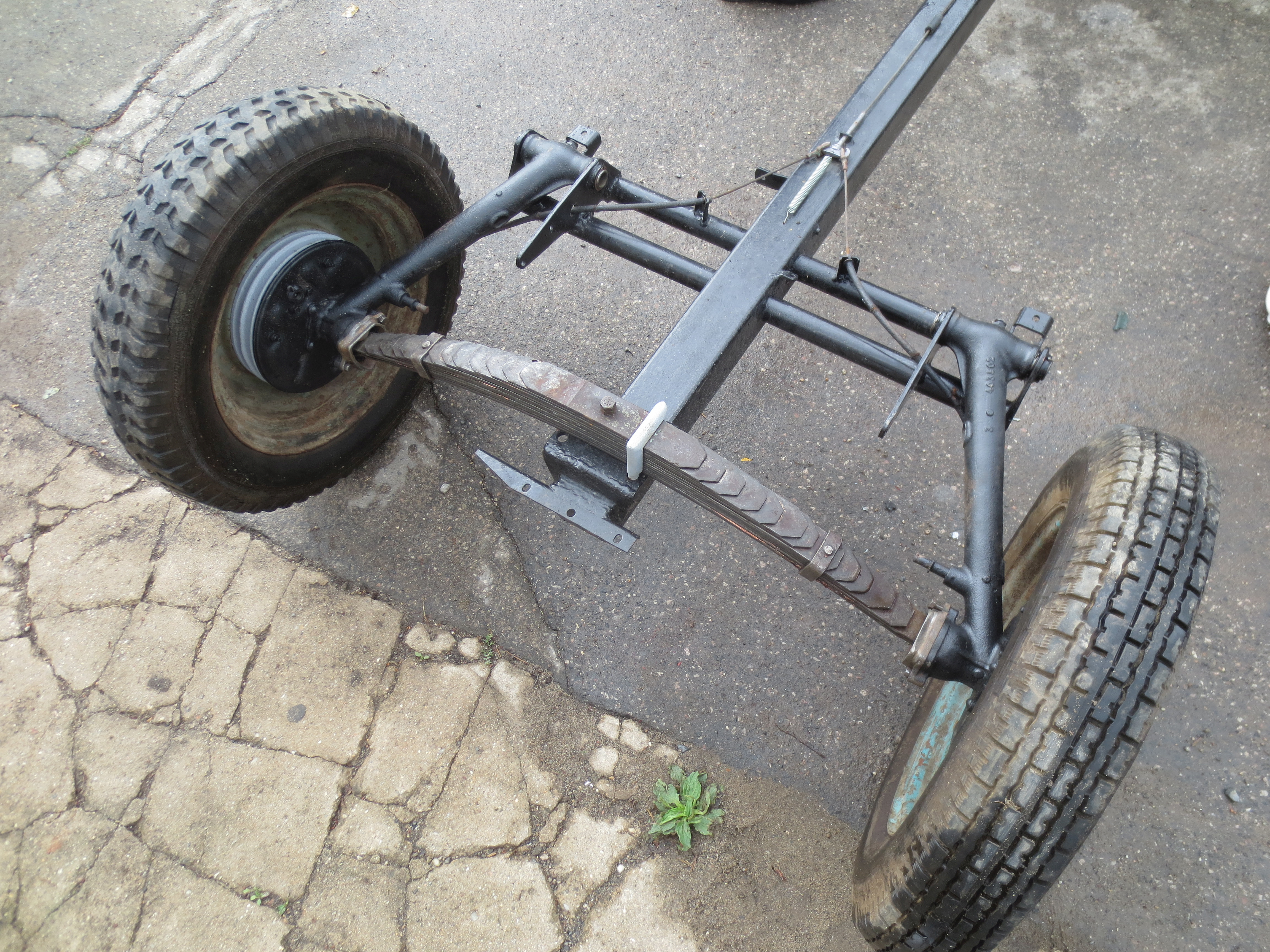
Aero Minor, zadní náprava (Letov 2019)
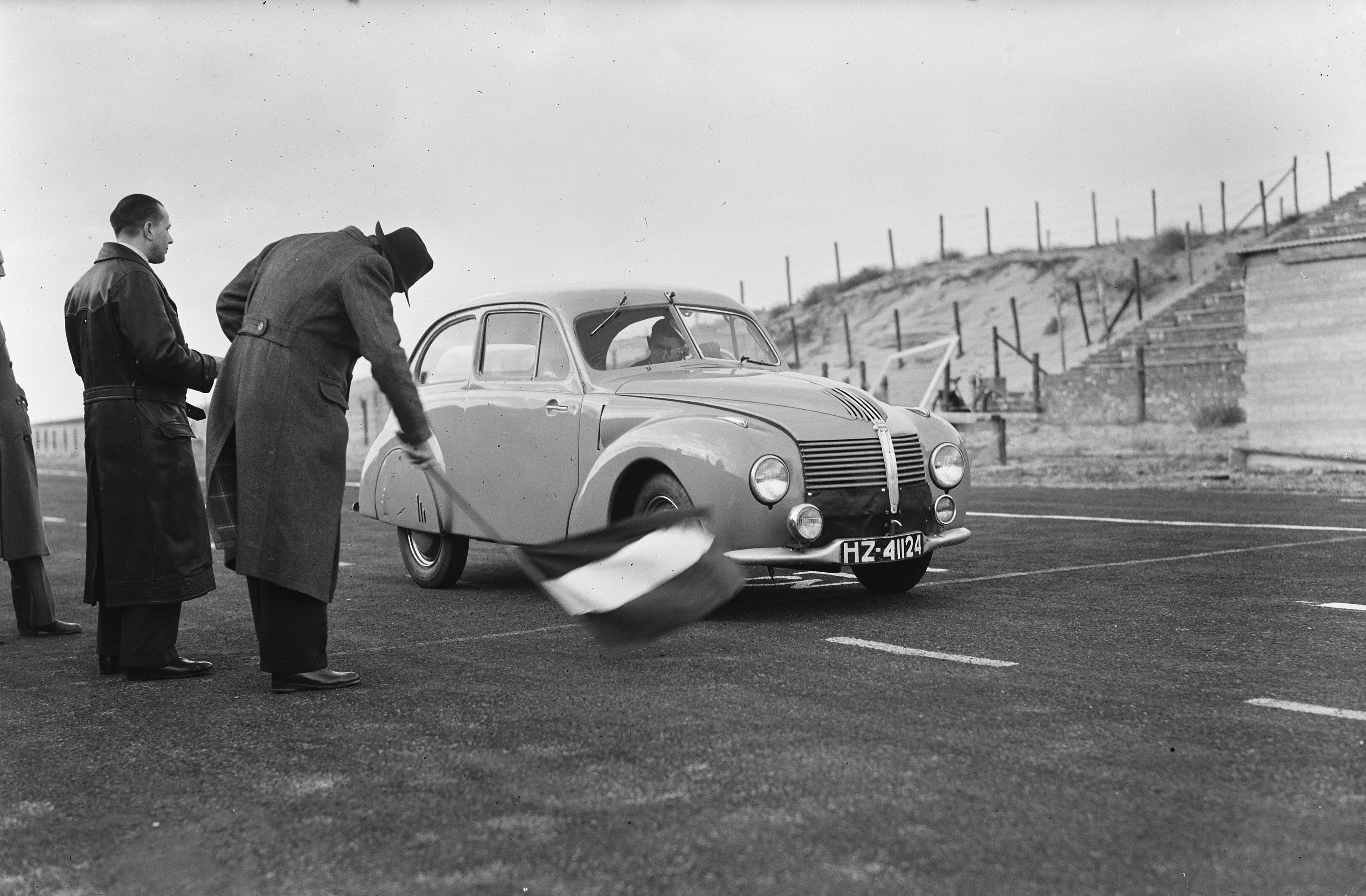
Henk Hoogeveen, vítěz z Le Mans 1950, s cestovním Minorem na okruhu Zandvoort v Holandsku (1949)
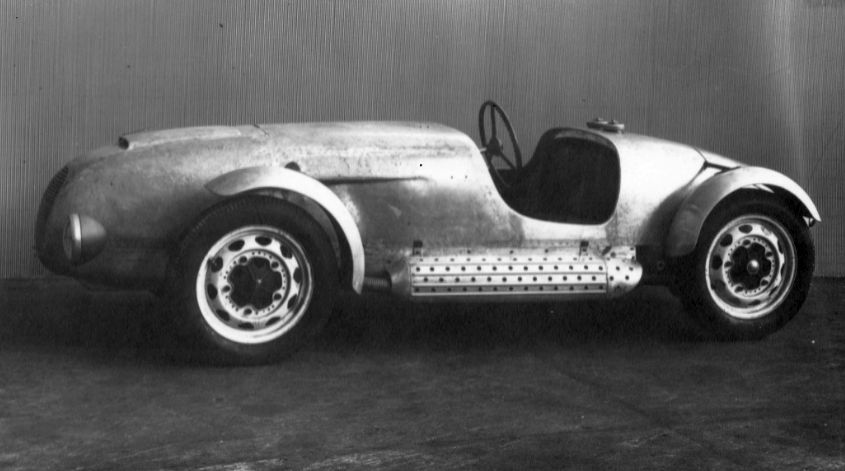
Aero Minor Sport pro Le Mans 1949 po dokončení v Letovu
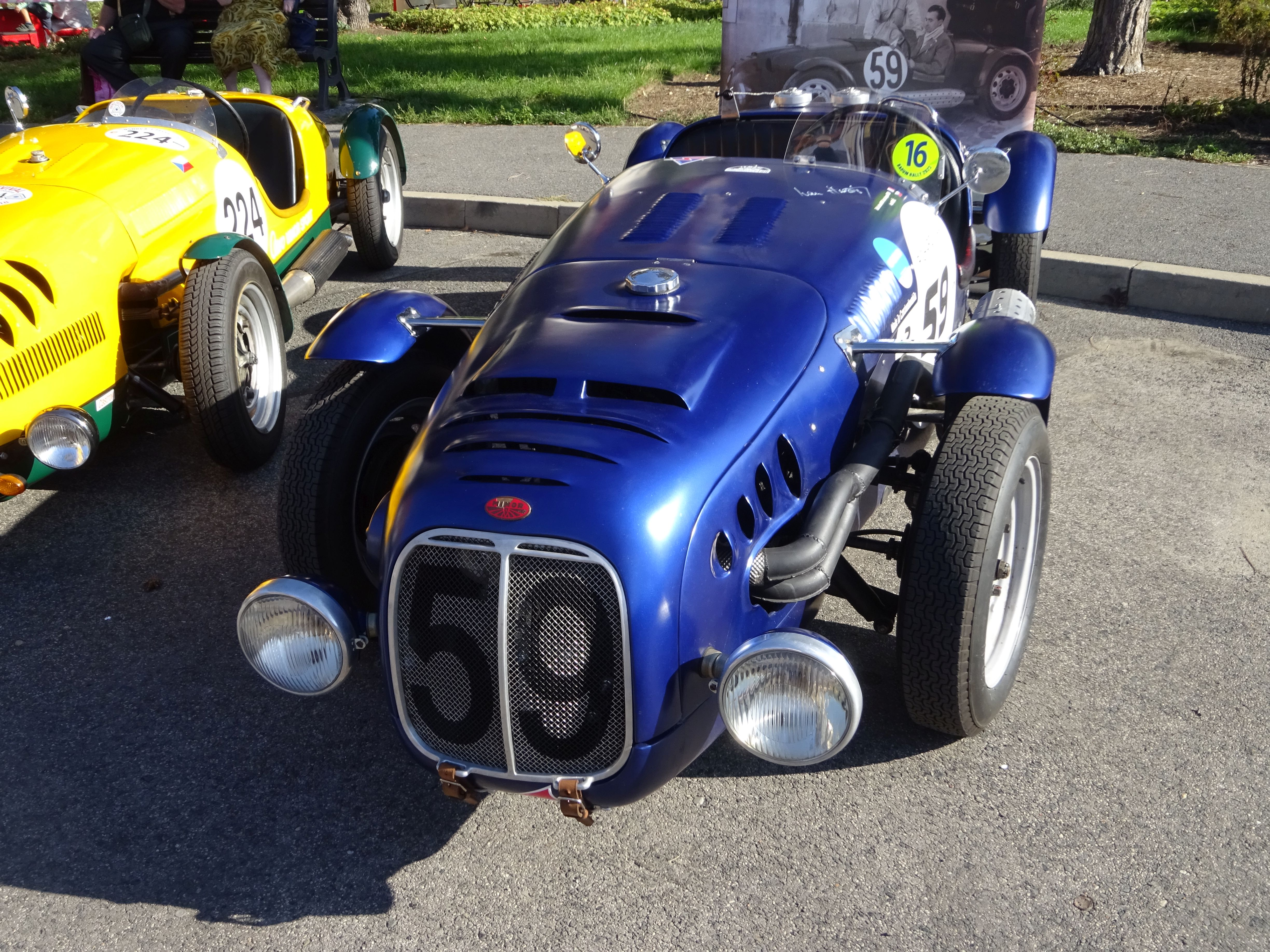
Aero Minor Sport z Le Mans 1949, Poch-Hodáč, Zbraslav (2023)
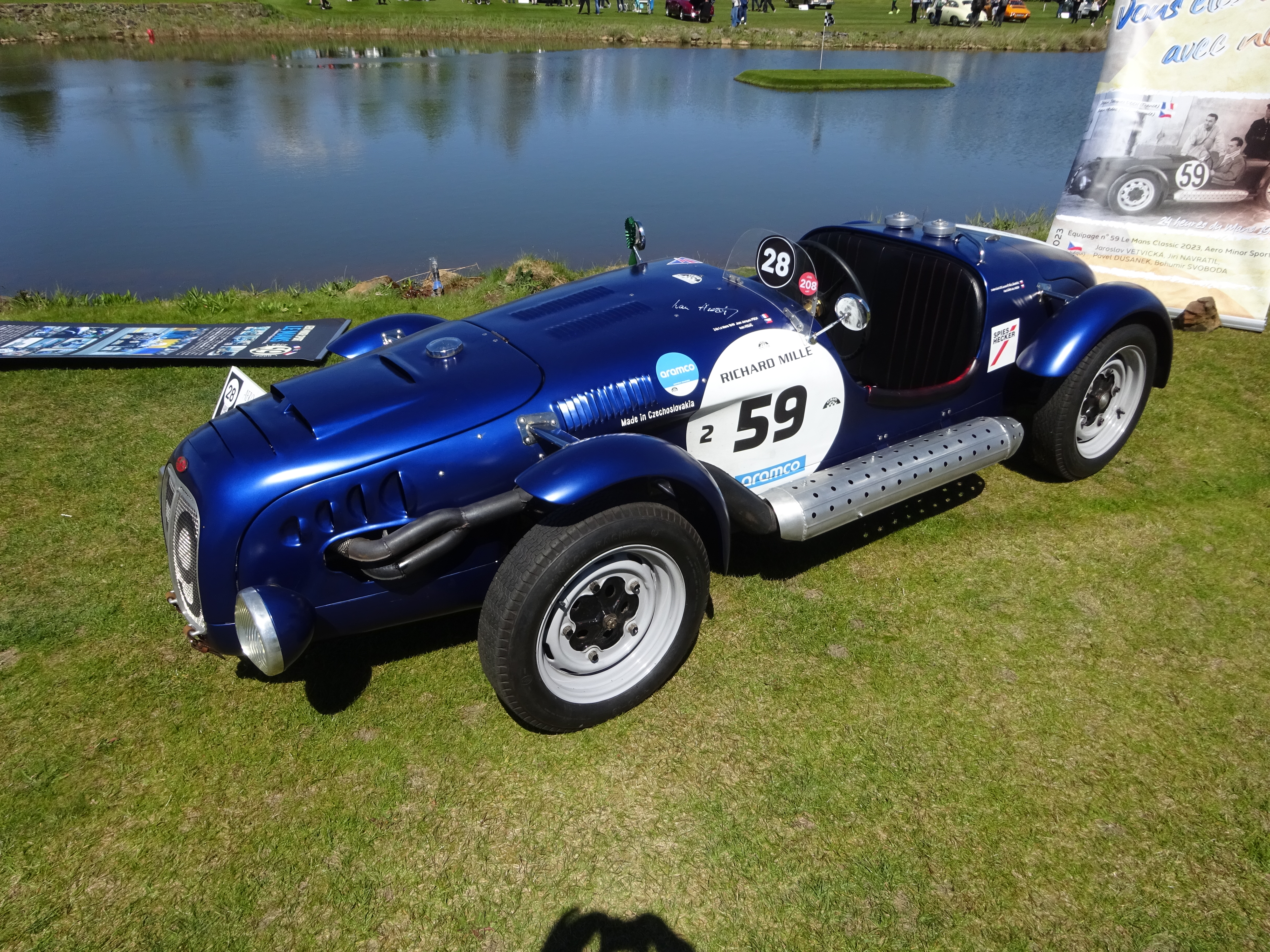
Aero Minor Sport Le Mans (1949) na výstavě Automobilové klenoty 2024
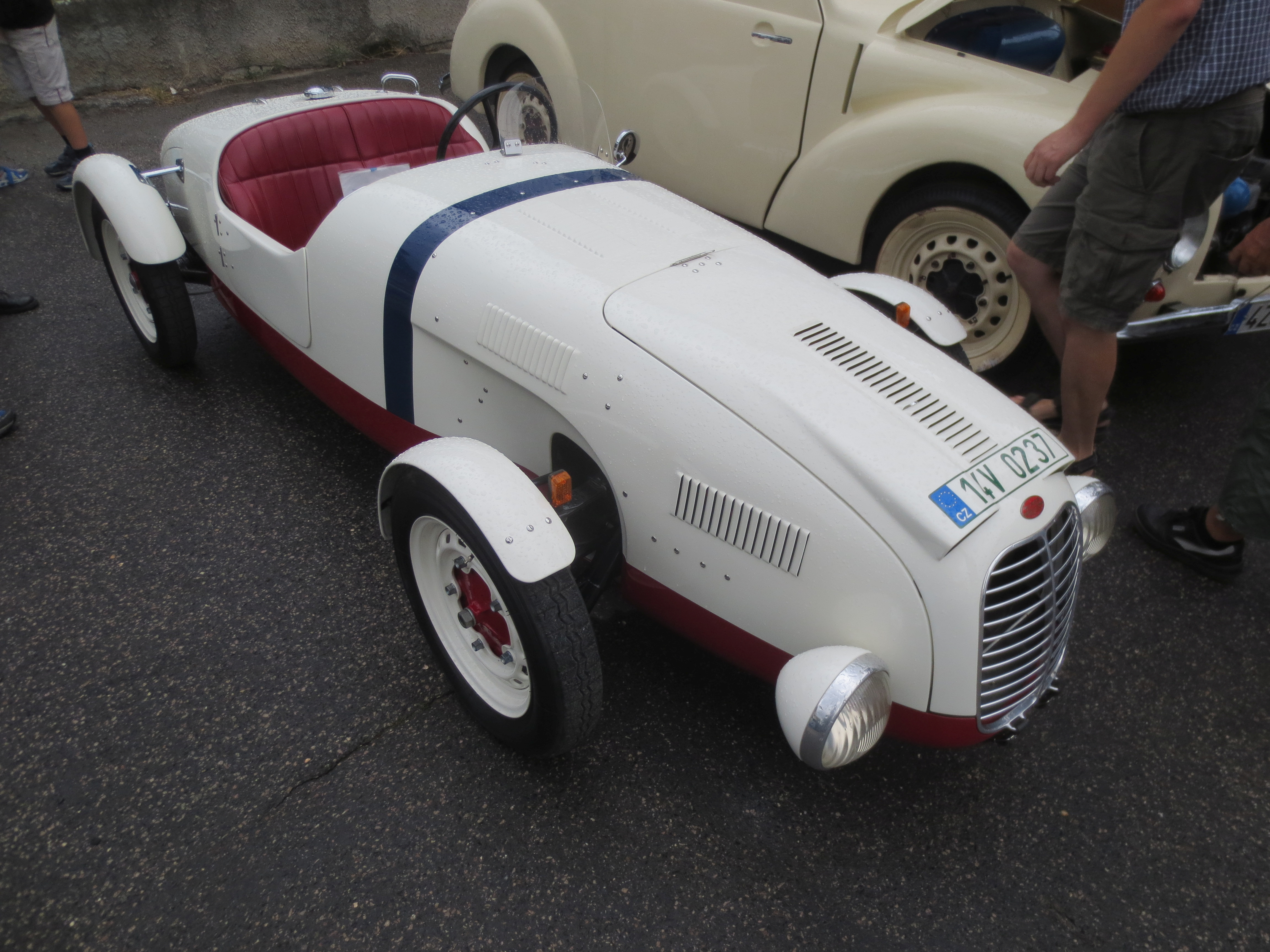
Aero Minor Sport (Letov 2019)
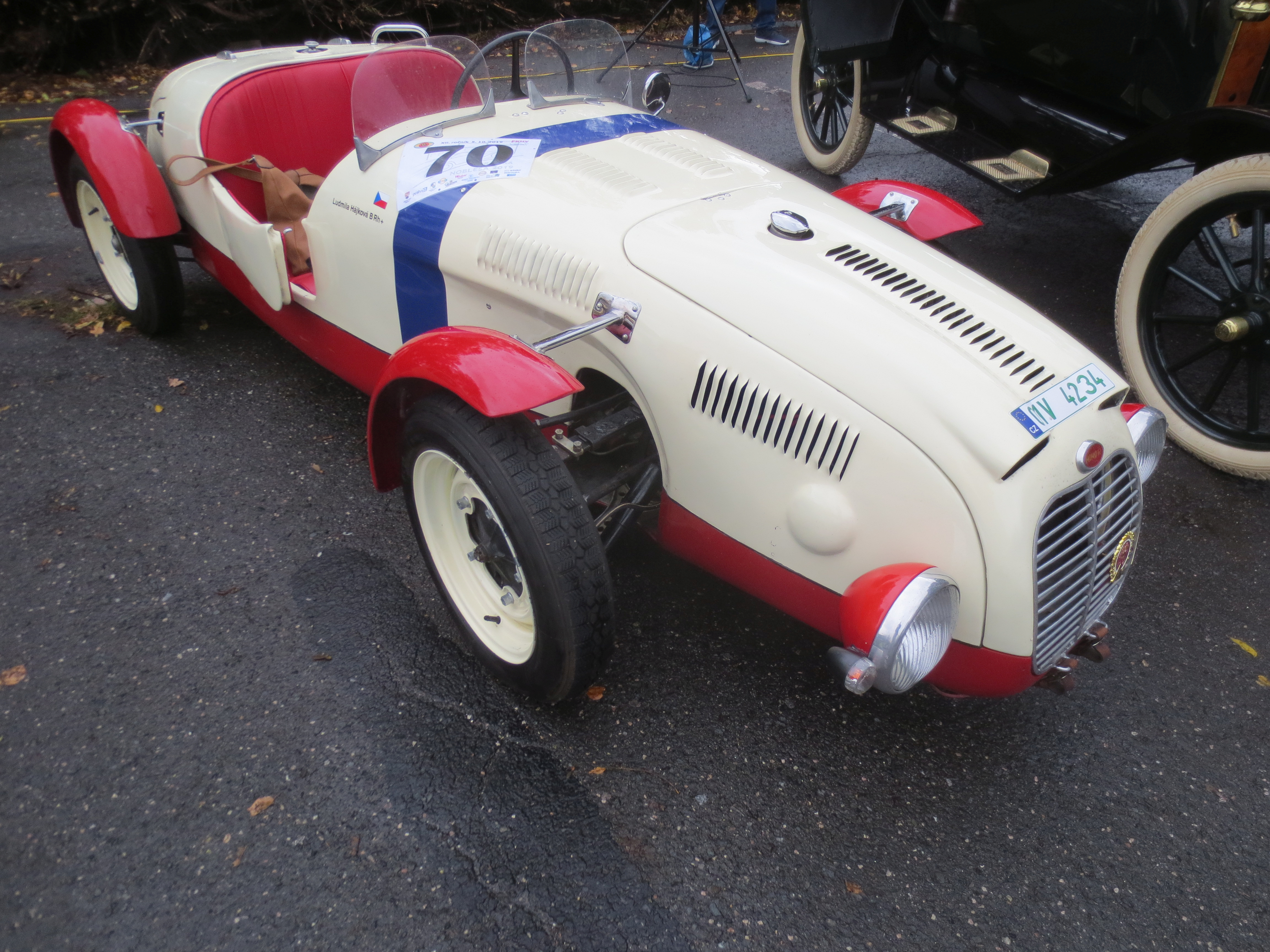
Aero Minor Sport (1947) na Pražské noblese 2019
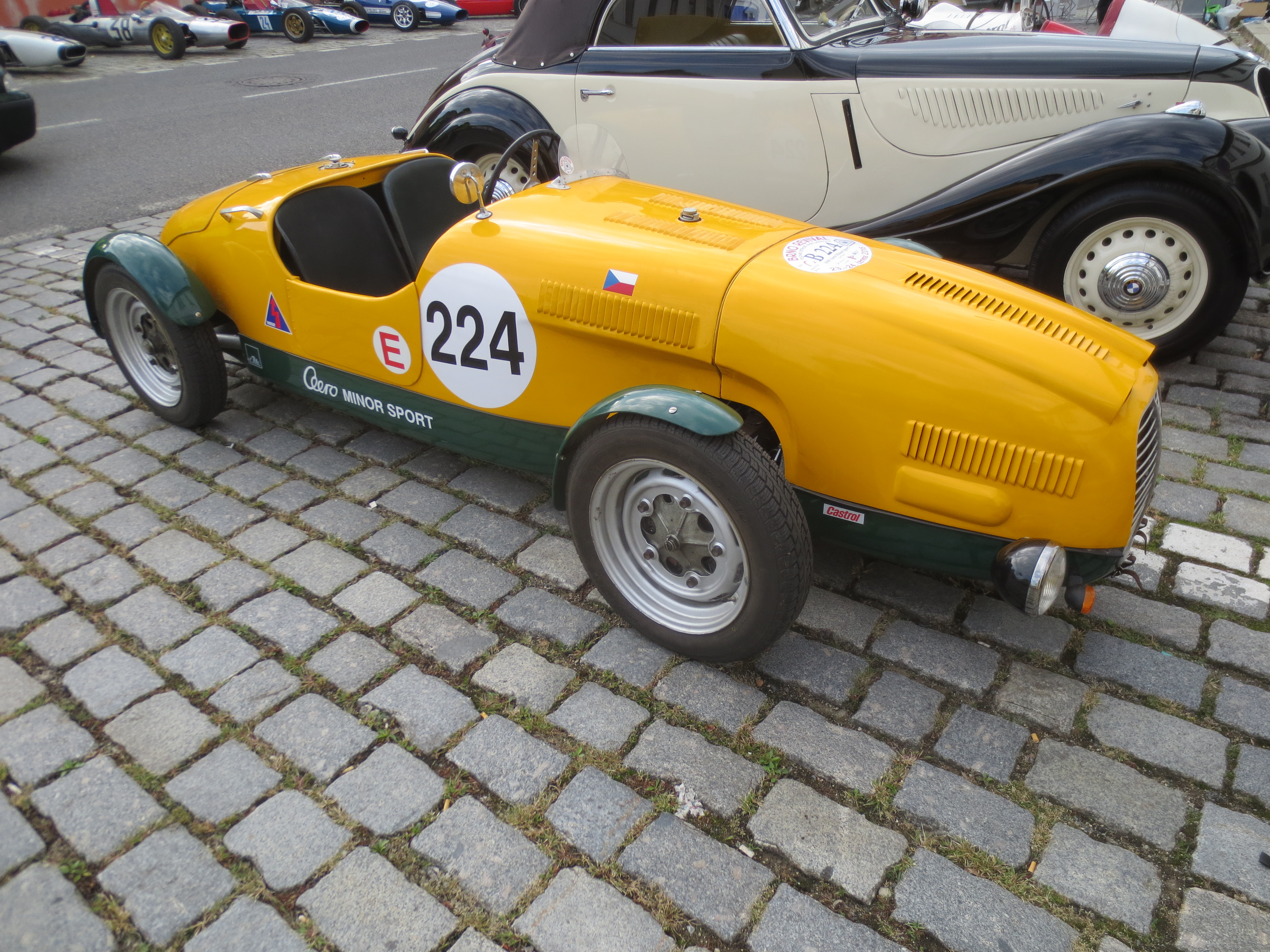
Aero Minor Sport (1947) na Zbraslav - Jíloviště 2018
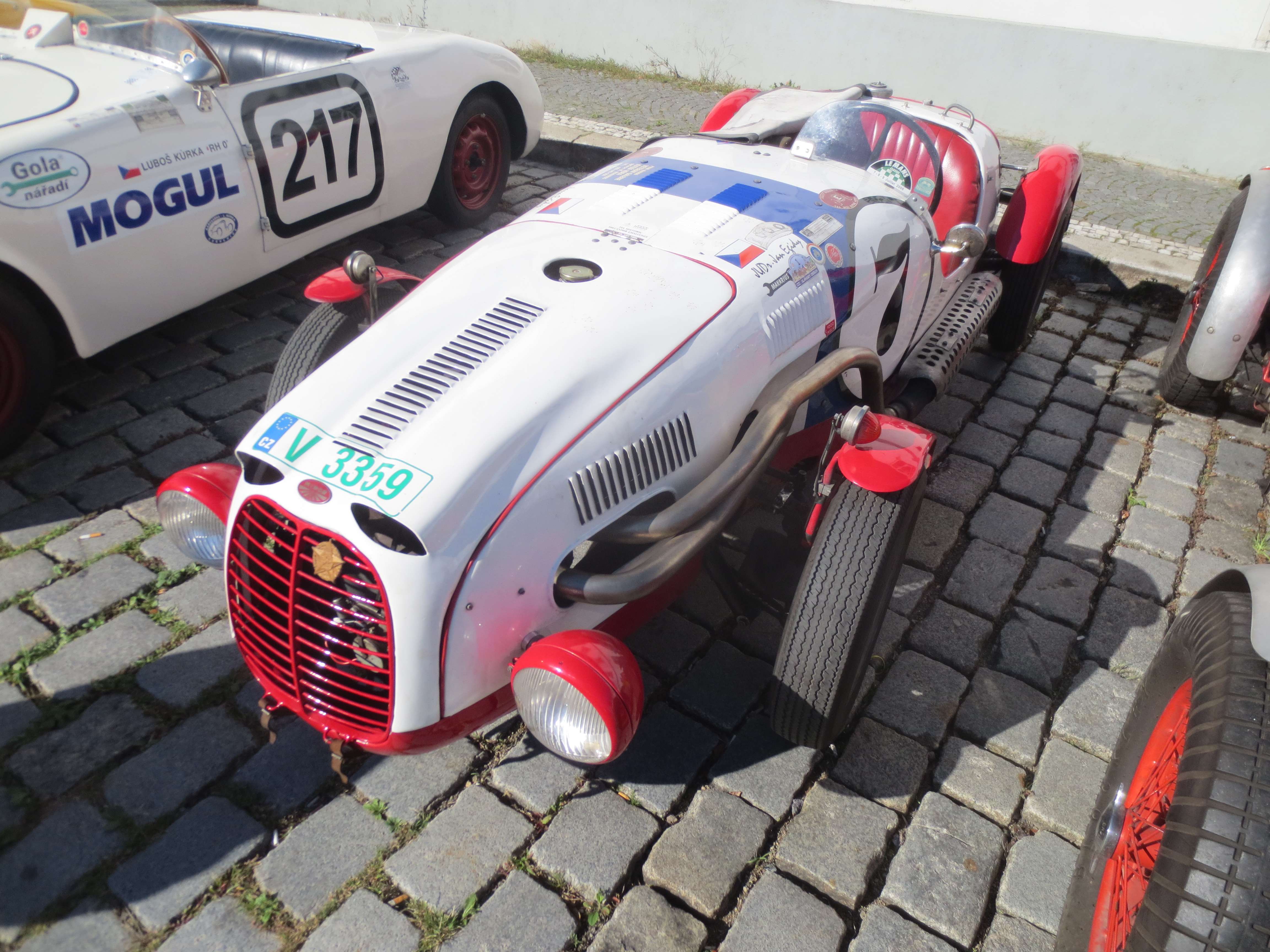
Aero Minor Sport (1948) na Zbraslav Jíloviště 2020
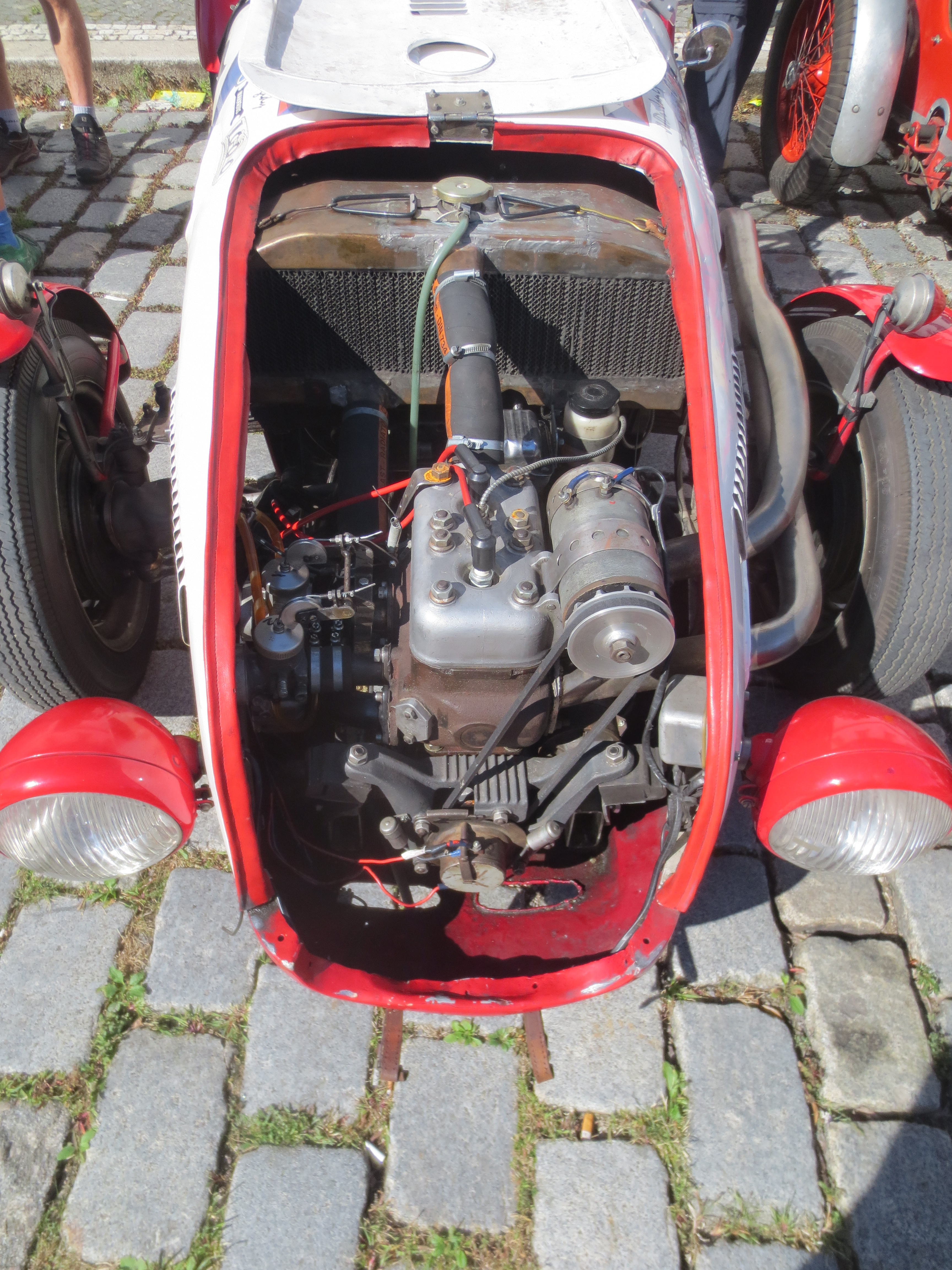
Aero Minor Sport (1948), uložení motoru
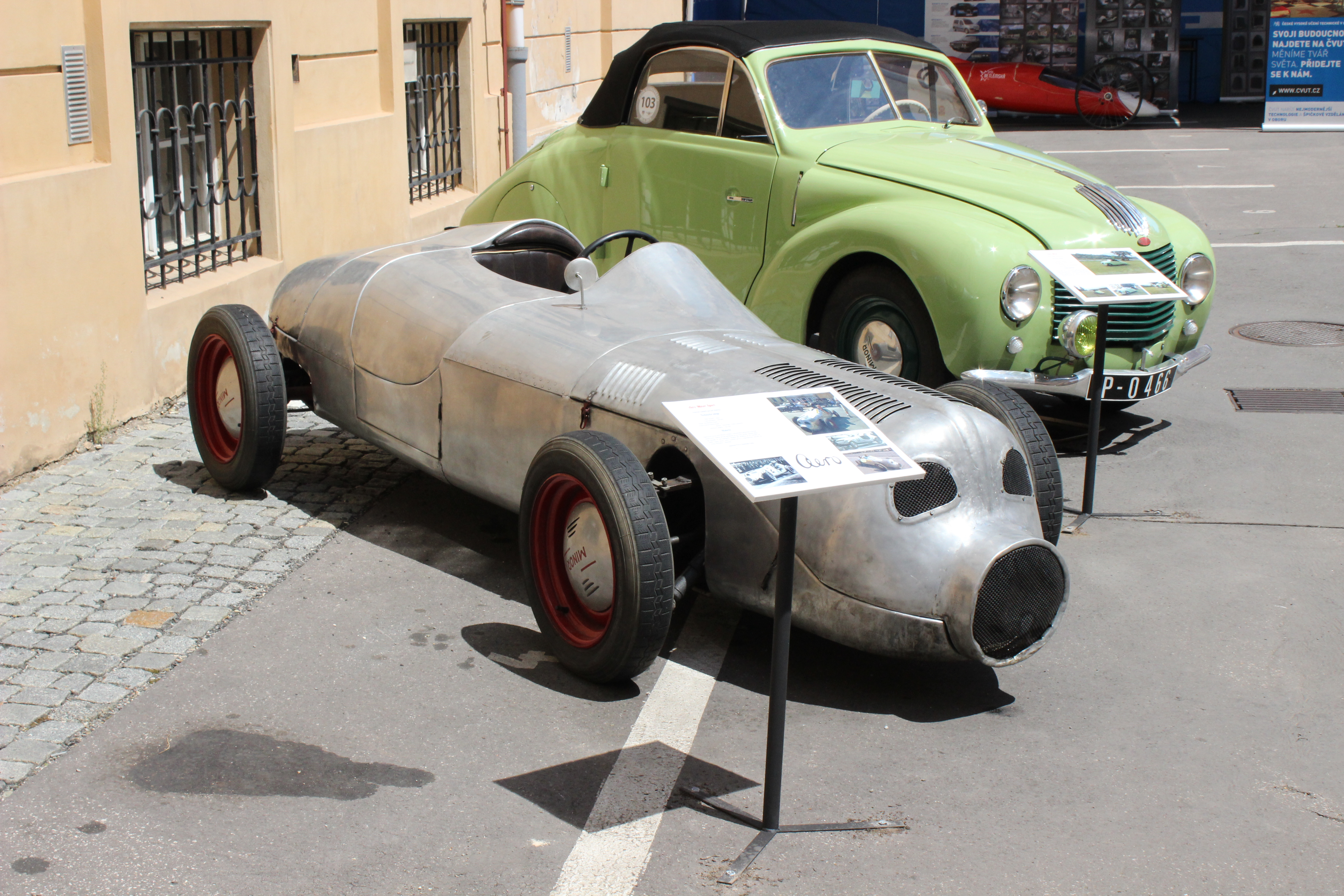
Aero Minor Sport ve verzi Margab Minor SS na výstavě Český kabriolet a kupé v průběhu století (2016)